# Art mexicà

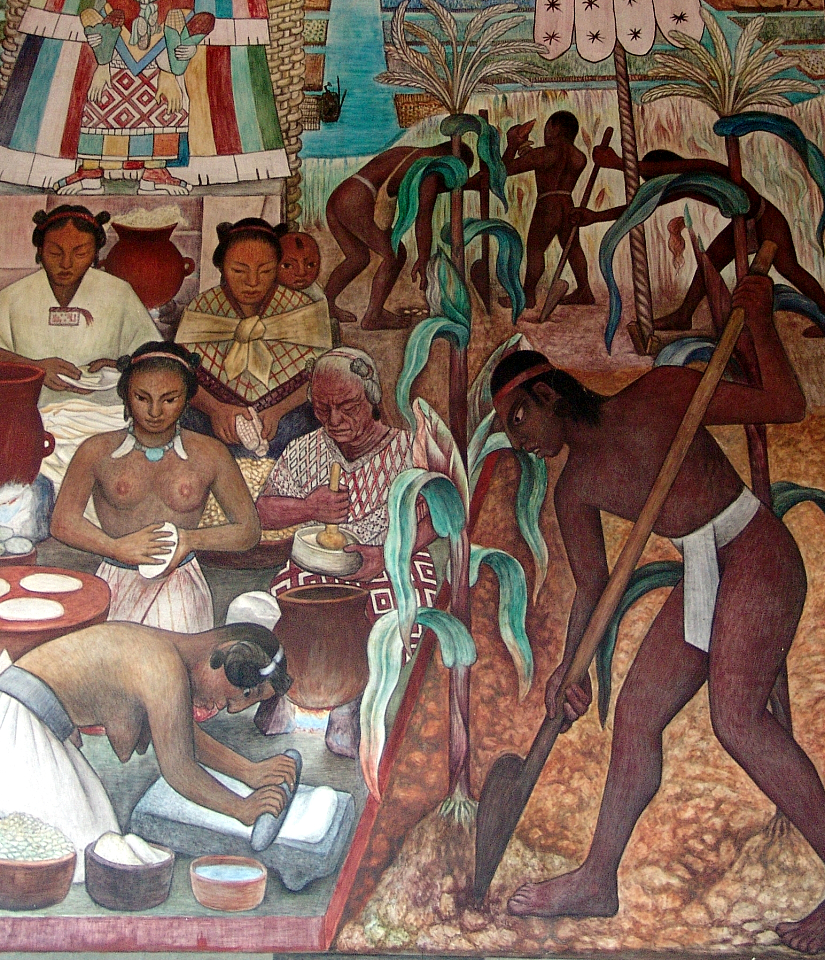
Detall del mural de Diego Rivera en el Palau Nacional (Mèxic)

L'Art mexicà consta d'una varietat d'arts visuals que s'han desenvolupat a l'àrea geogràfica ara coneguda com a Mèxic. El desenvolupament d'aquestes arts ha seguit a la història de Mèxic, amb l'era Mesoaméricana, el període colonial, el període després de la Guerra d'independència de Mèxic i altres esdeveniments. L'art mesoamericano va ser produït a la zona que abasta gran part del que és ara el centre i el sud de Mèxic, durant un període de 300 anys abans de la conquesta de Mèxic que va abastar des de 1500 aC. fins a 1500 de la nostra era.
Mentre aquest temps, tots els factors que van influir en l'art van ser els indígenes, amb l'art fortament lligat a la religió i les classes dominants, no va haver-hi una veritable distinció entre l'art, l'arquitectura i l'escriptura. La conquesta espanyola va donar lloc a 300 anys de domini, però no va modificar el sentit de l'art lligat a la religió, la majoria de l'art va ser associat amb la construcció i decoració de les esglésies, així com la justificació religiosa de continuar amb el govern espanyol. Gairebé tot l'art va ser produït amb la tradició europea, però es van mantenir els elements indígenes, a partir d'un equilibri entre les tradicions europees i les indígenes.
Després de la independència, l'art va mantenir fortament l'estil europeu, però els temes indígenes van començar a aparèixer més, ja que es necessitava una distinció del Mèxic actual i el seu passat colonial. Aquesta preferència d'elements indígenes va continuar fins a meitats del segle xx, amb el muralisme mexicà, liderat per artistes com Diego Rivera, David Alfaro Siqueiros, José Clemente Orozco i Fernando Leal.
La força d'aquest moviment artístic va ser tal que va afectar altres arts que estaven iniciant, com la fotografia i les artesanies, fortament promogudes com a part de la identitat mexicana. Des de la dècada de 1950, l'art mexicà va trencar amb l'estil muralista i ha estat més globalitzat; un exemple és la integració d'elements asiàtics, amb artistes mexicans i directors de cinema que tenen un efecte en l'escenari mundial.

## Era prehispánica

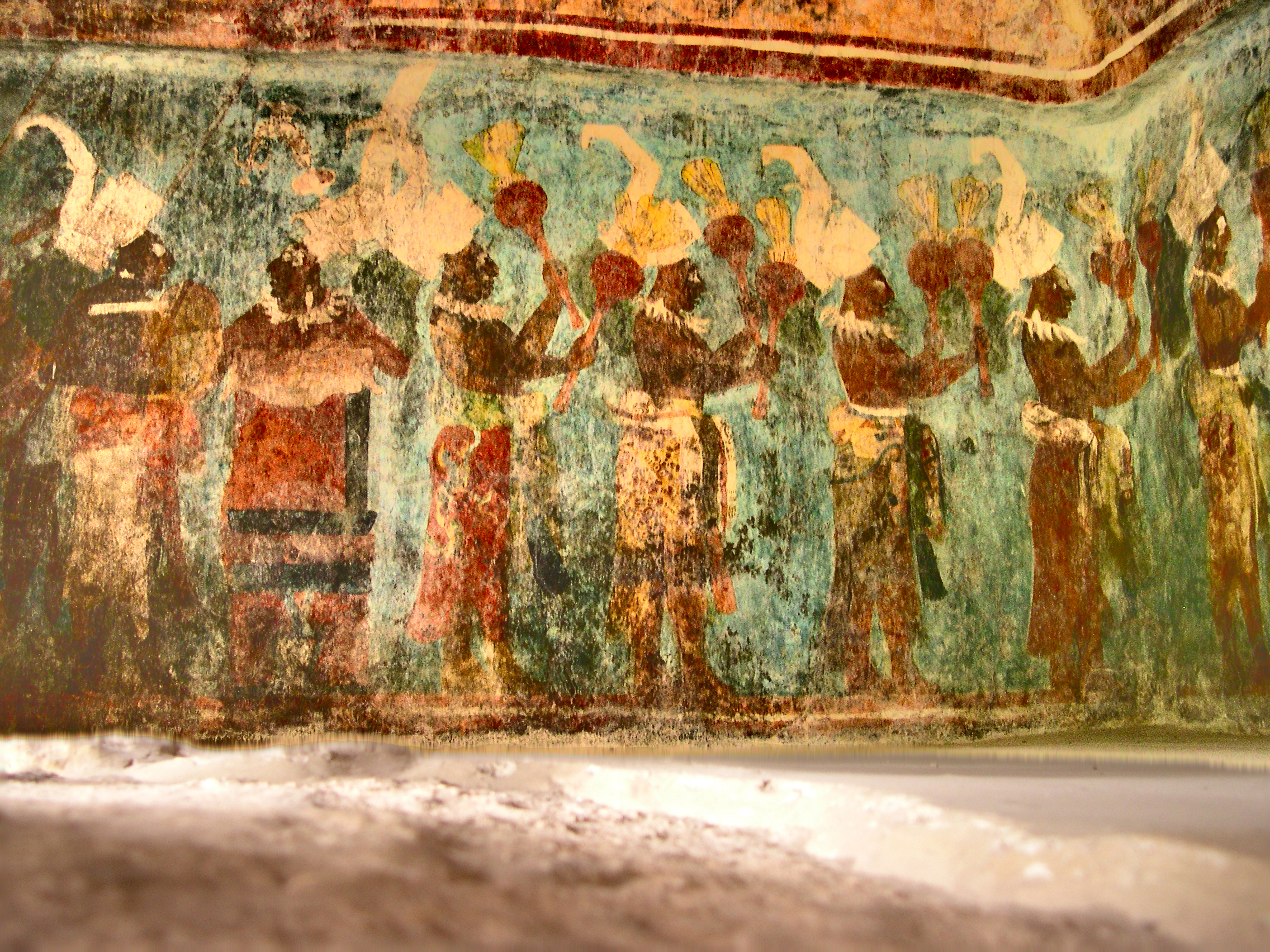
Mural maia de Bonampak

L'art prehispánico a Mèxic pertany a una regió cultural coneguda com a Mesoamèrica, que correspon al centre de Mèxic a Amèrica Central, i abasta tres mil anys des de 1500 aC. fins al 1500 de nostra era, s'ha dividit en tres eres: Pre-Clàssic, Clàssic i Pos-Clàssic. La primera cultura dominant de Mesoamérica va ser la dels olmecas, que va aconseguir el seu punt màxim al voltant de l'any 1200 aC. Aquesta cultura va ser la creadora de molts dels elements associats a Mesoamérica, com el sistemes d'escriptura, els calendaris, els primers avanços en astronomia, les escultures monumentals, com el cap colossal i treballs de jade, i van ser precursors d'altres cultures com la de Teotihuacan, al nord de la Ciutat de Mèxic, el poble zapoteco a Oaxaca i la cultura maya en el sud de Mèxic, Belize i Guatemala. Mentre els imperis es van aixecar i van caure, els fonaments culturals bàsics de la cultura mesoamericana van prevaler, fins a l'imperi espanyol. Els elements mesoamericanos es van veure reflectits en ciutats que incloïen places, temples usualment construïts a les bases de les piràmides, el lloc on es jugava el joc de pilota mesoamericano i una cosmologia molt comuna.
Mentre que les formes d'art, tals com a pintures rupestres i gravats en roques daten des d'abans, la coneguda historia de l'art mexicà comença amb l'art mesoamericano, creat per cultures sedentàries que van construir ciutats, i sovint dominis. Mentre que l'art de Mesoamérica és molt variat i s'estén durant més temps que qualsevol altre en el continent americà, els estils artístics mostren moltes similituds.{ A diferència de l'art modern occidental, gairebé tot l'art mesoamericano va ser creat per servir a les necessitats polítiques i religioses, més que art per l'art. Es basa en gran manera en la natura, la realitat política dels voltants i els forces divines. Octavio Paz diu que «l'art mesoamericano és una lògica de formes, línies i volums que és al mateix temps una cosmologia.» Ell mateix continua dient que aquest enfocament a l'espai i el temps és molt diferent del naturalisme europeu que es basa en la representació del cos humà. Fins i tot els dissenys simples, tals com la greca en edificis, que entren en aquesta representació de l'espai i el temps, la vida i els déus.

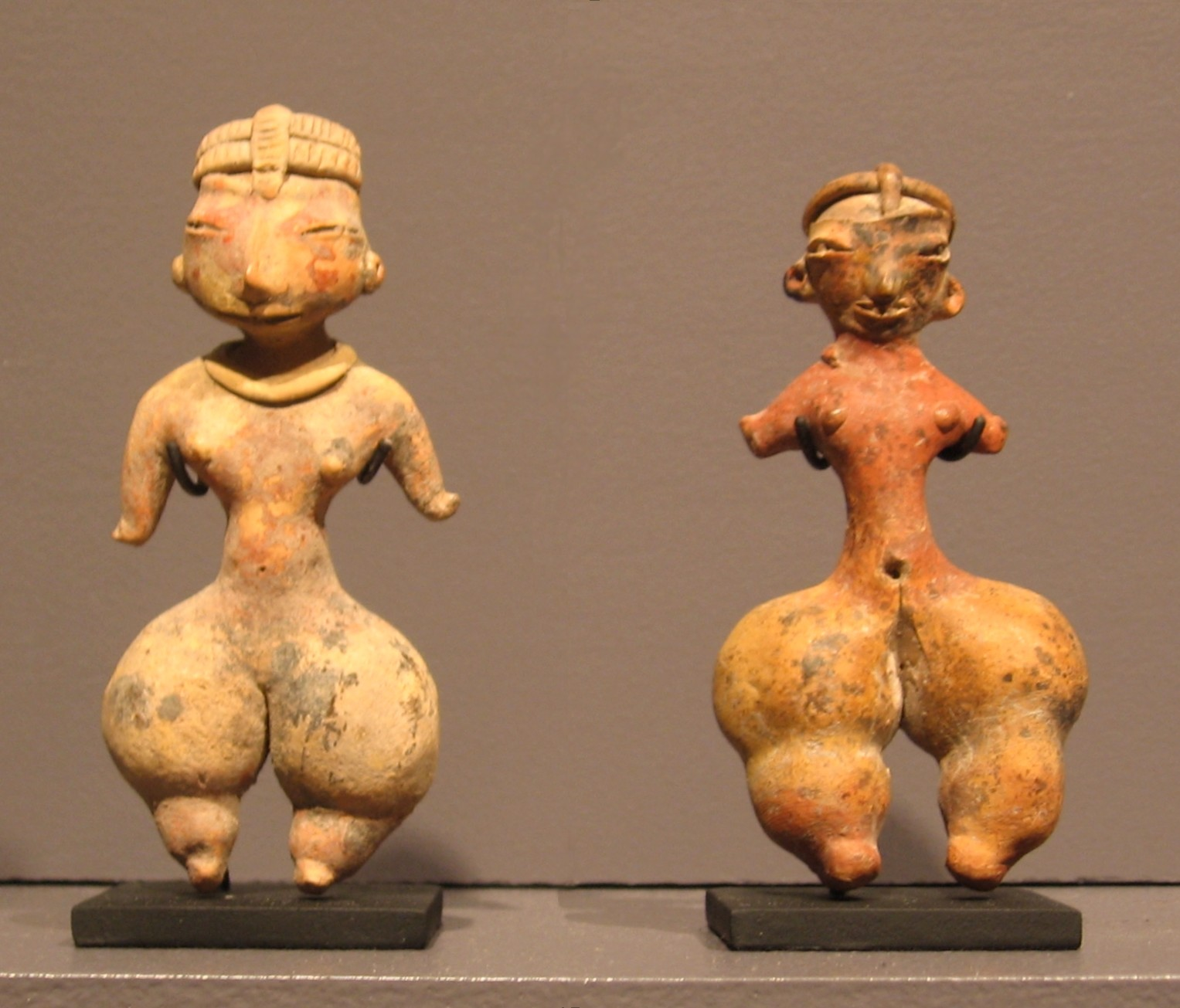
Figuretes femenines de la cultura Tlatilco.

L'art s'expressa en una varietat de mitjans, com la ceràmica, el paper amate i l'arquitectura. No obstant això, la major part del que es coneix com a art mesoamericano prové d'edificis de pedra i ceràmica, la majoria de pintures i relleus. La ceràmica data des d'abans del període mesoamericano, probablement va començar com a atuells de cuina i emmagatzematge, però després es va adaptar a l'ús en rituals o en decoració. La ceràmica era decorada per la forma, la pintura i els diferents mètodes de cocció. La més antiga coneguda era la purament artística, amb la qual es produïen petites figures de ceràmica que van aparèixer a l'àrea de Tehuacán al voltant del 1500 aC. i es va estendre a Veracruz, la Vall de Mèxic, Guerrero, Oaxaca, Chiapas i la costa de Guatemala en el Pacífic. Les figures més antigues conegudes eren la majoria de dones, que eren associades a ritus de fertilitat, a causa dels seus malucs i cuixes de mida gran, així com figures que carregaven bebès o d'infermeres; les figures d'homes són en la seva majoria representacions de soldats. La producció d'aquestes figures de ceràmica, que també han inclòs figures d'animals o altres formes, segueixen sent una part molt important de l'art des de fa 2000 anys. En el període olmeca, la majoria de les figures de ceràmica eren produïdes en mides petites, però les escultures de gran escala aconseguien els 55 cm. Després del període Pre-Clàssic, la producció d'escultures de ceràmica es va reduir al centre de Mèxic, excepte a la zona arqueològica de Chupícuaro. A les zones mayas, l'art desapareix en el període Pre-Clàssic, per tornar a reaparèixer en el període Clàssic, en la seva majoria en formes de xiulets o instruments musicals. En algunes àrees, com a Veracruz, la creació de figures de ceràmica va continuar interrumpidamente fins a la conquesta espanyola, com a artesanies, no com a art formal.

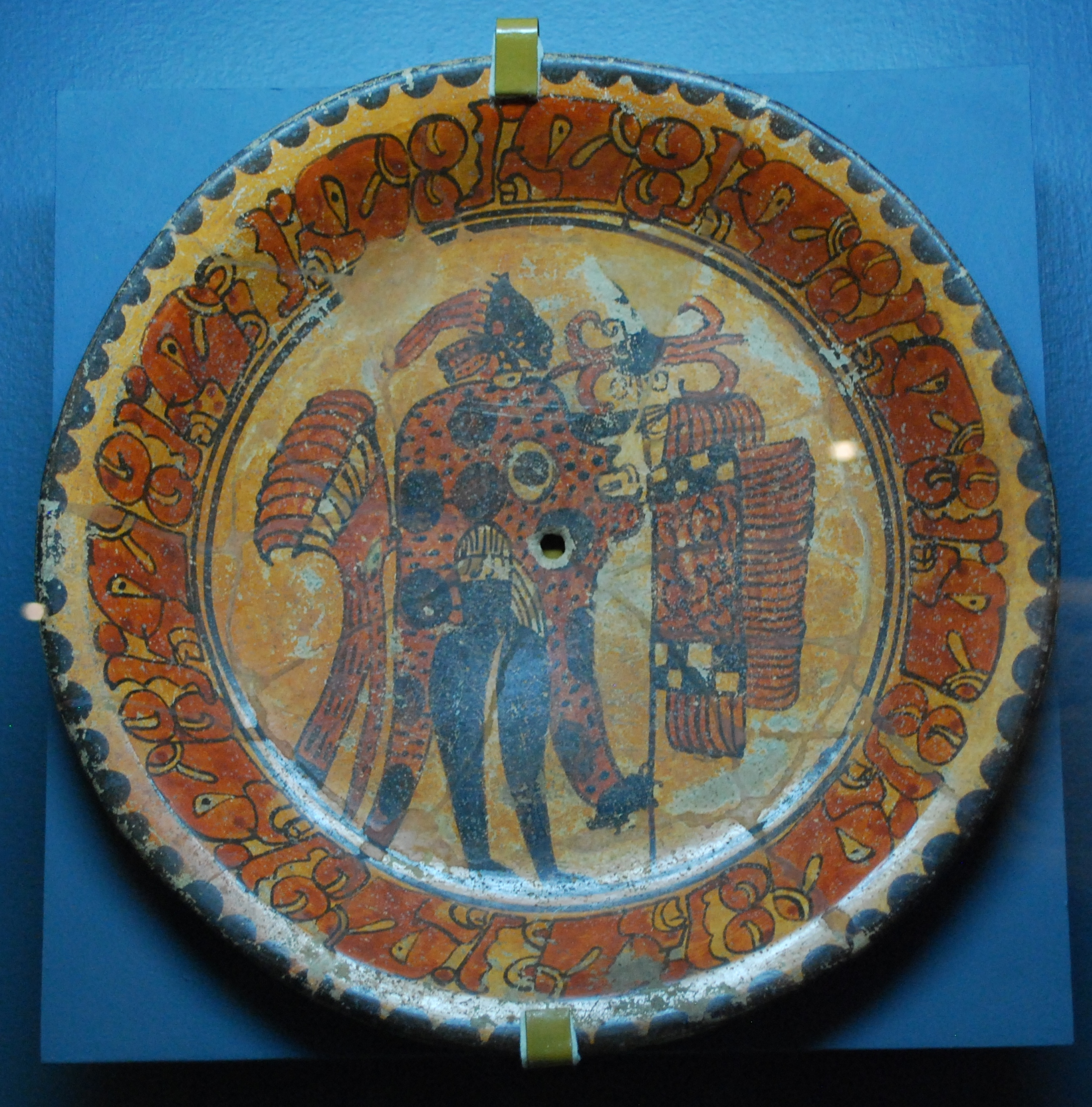
Placa de ceràmica pintada del Museu Regional d'Antropologia i Història de Chiapas.

Les pintures mesoamericanas són plasmades en diverses formes, poden ser murals, còdexs prehispánicos de Mesoamérica, i pintures en objectes de ceràmica. Les evidències mostren que l'aparició d'aquestes pintures daten de l'any 1800 aC. i continua ininterrompudament d'una o una altra forma fins a l'arribada de l'espanyols al segle xvi. Encara que va poder haver ocorregut des d'abans, els primers casos coneguts de pintura artística en edificis tenen lloc durant el principi del període clàssic amb els mayas a Uaxactún i Tikal, i en Teotihuacan amb parets pintades de diversos colors. Les pintures van ser fetes d'animals, vegetals i minerals i pigments. La majoria de les pintures se centren en figures humanes, les quals podrien ser realistes o estilitzades, d'homes, dones o asexuals, poden estar nus o elegantments vestits, però l'estatus social sempre es plasma. També es representen escenes de guerra, sacrificis, als déus o als nobles i també es poden representar escenes de la vida diària de gent comuna i corrent. Alguns altres temes que es representen inclouen déus, símbols i animals. Les pintures mesoamericanas tenien un estil bidimensional, que no es preocupava per crear efectes de profunditat; no obstant això, aquest efecte també va aconseguir ser representat.
A Mesoamérica les escultures que no eren realitzades amb ceràmica eren fetes amb ossos d'animals; la peça més antiga coneguda va ser realitzada amb el crani d'un animal i va ser trobada a Tequixquiac, data des de 10 000 i 8 000 aC. La majoria d'escultures mesoamericanes van ser fetes de pedra, encara que els treballs de restauracions van ser els més dominants, que es van realitzar independentment. Les escultures de pedra de tres dimensions van començar a ésser realitzades pels olmeques; un exemple molt important són els caps colossals, que van desaparèixer per la resta del període mesoamericà, a causa de les restauracions, fins al període post clàssic, amb els mexicas.

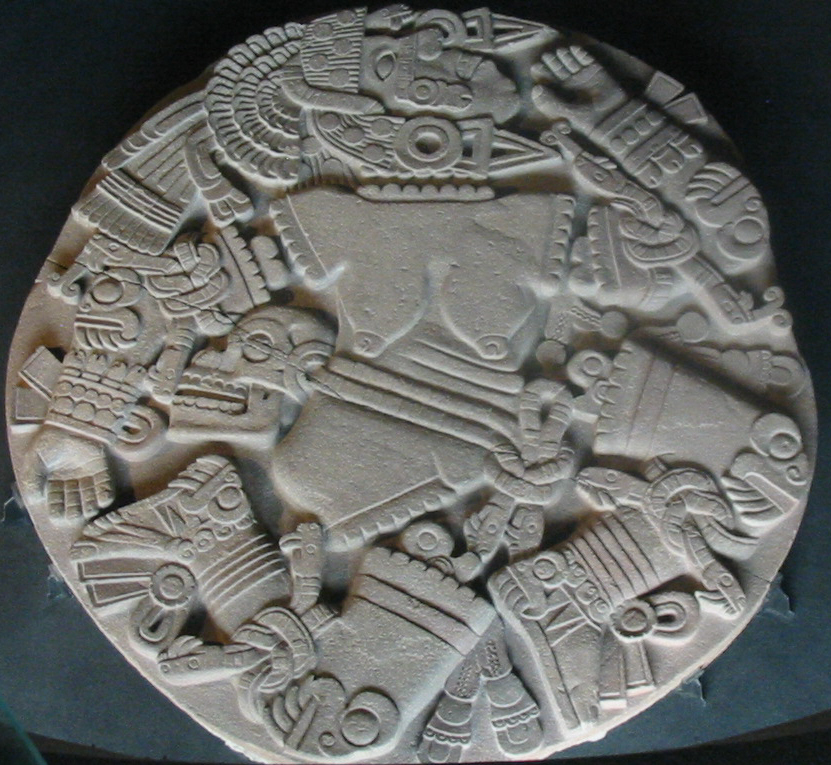
Disc que representa a la deessa Coyolxauhqui en el museu del Temple Major.

La majoria de les obres de pedra durant el període mesoamericano s'associen amb l'arquitectura monumental que, juntament amb la pintura mural, són considerades un part integral de l'arquitectura d'aquests temps. L'arquitectura monumental va començar amb els olmecas al sud de Veracruz i a la zona costanera de Tabasco, en llocs com a San Lorenzo; grans temples o piràmides poden veure's en llocs com Montenegro, Chiapa de Corzo i la Venta. Aquesta tècnica es va escampar a Oaxaca, la zona del Valle de Mèxic, ciutats com al Monte Albán, Cuicuilco i Teotihuacan. Aquestes ciutats, tard o d'hora, van aconseguir tenir un nucli de construccions com a places, temples, palaus i estadis per al joc de pilota. La ubicació d'aquests llocs de basa en els punts cardinals i l'astronomia para fins cerimonials, com els rajos del sol de l'equinoccio de primavera que es van esculpir o van pintar en una imatge. Això es relaciona generalment amb el sistema del calendari. Les escultures en relleu o pintades eren creades amb l'estructura dels edificis, per a finals del període pre clàssic, gairebé totes les estructures mesoamericanas van ser restaurades; els exemples més representatius són el Mont Albán, Teotihuacan i Tula. Els relleus prehispánicos són generalment lineals en el disseny, on es poden trobar relleus baixos, mitjans i alts. Si bé aquesta tècnica era utilitzada en moltes parts del món per presentar escenes narratives, en Mesoamérica s'utilitzava centrat en una simple figura. Les úniques vegades que s'ha vist als relleus mesoamericanos en escenes narratives és per les restauracions, on les figures realitzades amb aquesta tècnica s'uneixen i creen una escena narrativa; el millor treball de restauració va ser fet pels mayas, especialment dels habitants de Yaxchilan.
L'escriptura i l'art no són diferents. Així ha estat per a la cultura europea: l'escriptura és considerada art i l'art sovint es cobreix amb l'escriptura. La raó d'això és que ambdues van tractar de recordar la història i interpretar-la realitat de les cultures. Els manuscrits es van escriure en paper o en altres materials, agrupats en llibres anomenats còdexs. L'art de la lectura i l'escriptura solament era designat per a les classes altes, com els sacerdots, ja que s'utilitzaven com una font de poder. Els sistemes d'escriptura de Mesoamèrica van ser més formals i rígids que les imatges pintades en els murals i altres formes d'art, ja que es consideraven més com alguna cosa simbòlic, que representava temes relacionats amb esdeveniments astronòmics, genealogia o esdeveniments històrics. La majoria dels còdexs prehispánicos venen de l'últim període de Mesoamérica i de principis del període de la colònia. Molts d'ells van ser destruïts durant la història; és per això que es coneixen més dels mexicas que de les cultures mayas. Els còdexs mexicas més importants inclouen els còdexs del Grup Borgia i moltes altres obres, principalment religioses, on la majoria daten d'abans de la conquesta. El Còdex Borbònic, el Còdex Mendoza i el desaparegut Còdex Florentino són obres amb estil europeu però creades per artistes mexicans, probablement realitzats en un material molt antic, ja que s'han perdut.

## Era virreinal (1521-1821)

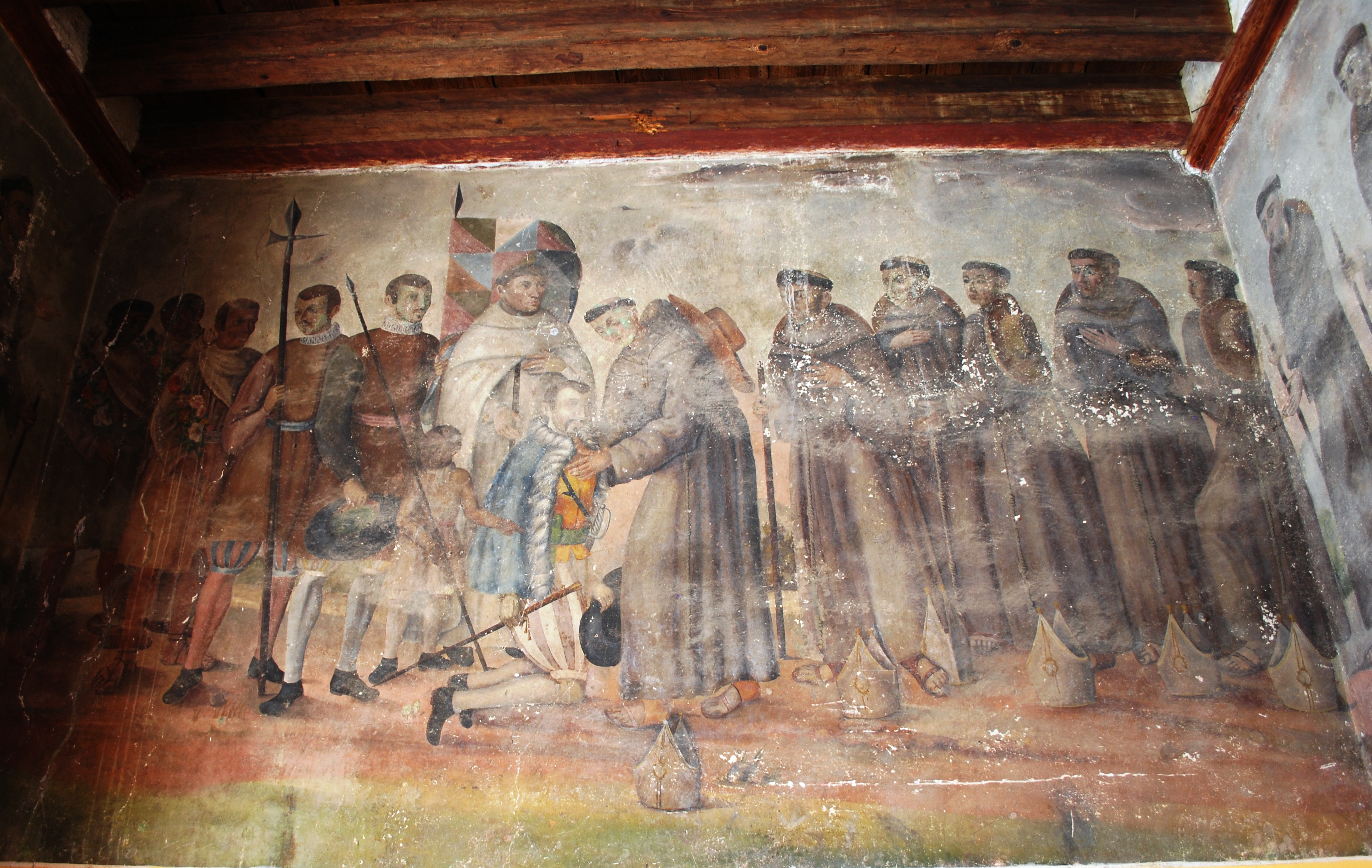
Mural en el qual apareix Cortès saludant als primers 12 franciscans de Mèxic en l'antic monestir d'Ozumba, en l'Estat de Mèxic.

Des de la Conquesta espanyola, l'art mexicà ha estat una interacció, contínua i complexa, entre elements europeus i els perspectives natives. Després de la conquesta, les primeres representacions d'art eren relacionades amb l'evangelizatció i la construcció d'esglésies. Els espanyols, al principi atrapats en noves terres, van triar i van utilitzar artistes i picapedrers indígenes per edificar esglésies i monuments relacionats amb la religió catòlica. Els conqueridors els van ensenyar a aquests artesans les tècniques i dissenys europeus; els primers treballs d'art es van denominar «tequitqui» -a Nàhuatl, el“«poble»-, que incloïen elements com a cares aplanades i expressions molt marcades.
El més antic dels artistes del Mèxic colonial era d'origen espanyol; va arribar a Mèxic quan portava la meitat de la seva carrera com a artista. Altres personatges amb característiques similars van arribar a Mèxic, com el frare Alonso López de Herrera. Després d'ells, els artistes van començar a néixer a Mèxic, però encara continuaven amb les tècniques europees, sovint de gravats importats, els quals van començar a aparèixer en les obres d'art de Mèxic perquè a Europa ja havien passat de moda. Durant el període colonial els artistes treballaven en grups i no individualment; cadascun d'aquests grups tenia les seves pròpies regles, preceptes, mandats i tècniques d'innovació per a les seves obres d'art.

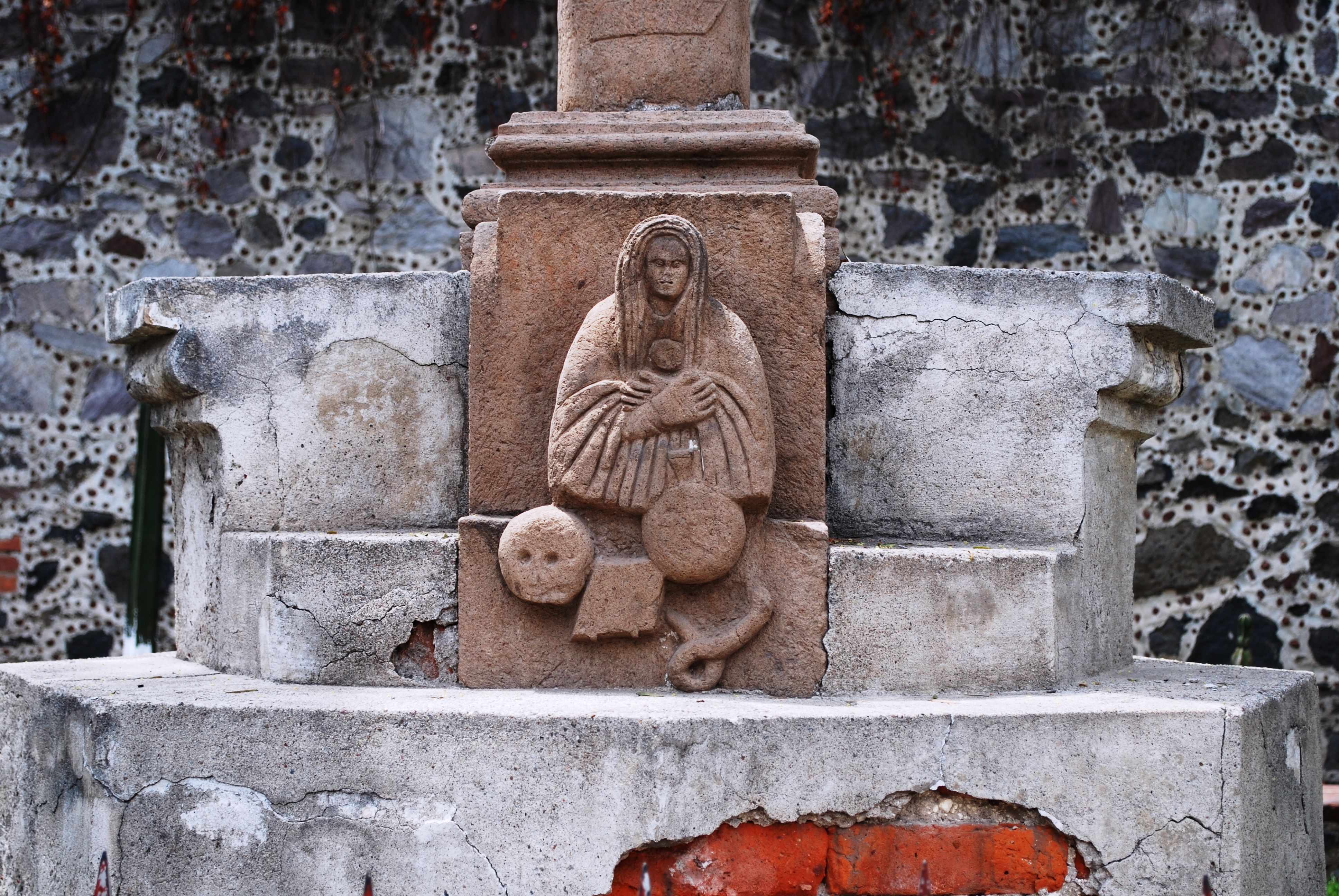
Primer plànol d'una representació tequitqui de la Mare de Déu en l'antic monestir situat a Acolman, Estat de Mèxic.

Els primers monestirs construïts en i al voltant de la Ciutat de Mèxic, com els monestirs en les faldilles del Popocatépetl tenien elements o combinacions de l'arquitectura del renaixement, plateresc i de l'arquitectura gòtica. Aquests monestirs no tenien molta decoració, ja que es preocupaven més pels sostres alts i per construir les fortaleses per evitar atacs. No obstant això, la construcció d'esglésies amb grans decorats i moltes obres religioses serien característiques de l'època colonial. La majoria d'aquestes esglésies es van construir sota l'ensenyament de l'església, però en alguns casos també per a finalitats polítiques, com quan competien les ordes religioses com l'Orde Franciscana, l'Orde dels dominicans coneguts també com a Orde dels Predicadors i l'Orde de Sant Agustí. Aquestes ordes van servir per mantenir un domini d'espanyols sobre indígenes. Avui dia, existeixen construccions i altres obres de l'era colonial en tot el país; on es poden trobar més d'elles és a les zones altes centrals de la Ciutat de Mèxic. L'art colonial es va mantenir amb un estil completament europeu; colors apagats i sense l'addició d'elements natius com els de el moviment «tequitqui», mai van ser el centre de les obres, ja que es van utilitzar molts elements natius que eren el més representatius, com el fullatge natiu, la pinya, el blat de moro i la xocolata. Moltes d'aquestes obres es poden veure als portals, així com en grans frescs que decoraven l'interior de les esglésies i de les parets dels monestirs que eren tancades per al públic.
L'estil dominant d'art i arquitectura durant el període colonial va ser el barroc. El 1577 el papa Gregori XIII va crear l'Acadèmia de Sant Lucas amb la finalitat de trencar amb l'estil renaixentista; la idea era utilitzar pintures i escultures a les esglésies per reforçar i ensenyar la doctrina religiosa. A Espanya un dels primers treballs amb estil barroc va ser el pati del monestir dels Reis a El Escorial.

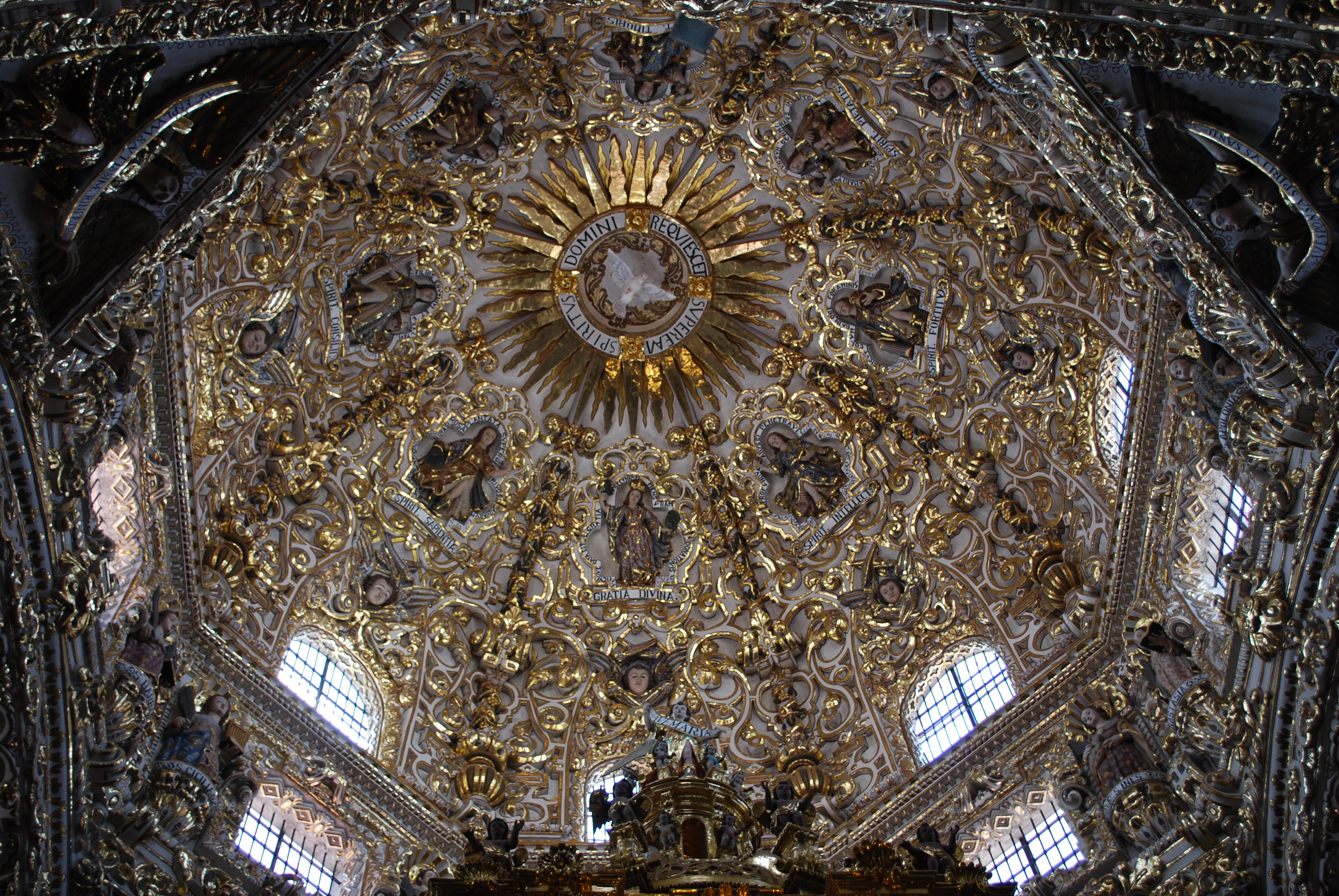
Cúpula de la capella del Rosari a la Ciudad de Puebla

L'estil barroc va ser traslladat a Mèxic pels espanyols, on va desenvolupar les seves pròpies variacions des del segle xvi al Segle XVIII. L'art i l'arquitectura barrocs es van utilitzar principalment per a les esglésies, sobretot perquè en totes les ciutats, pobles i llogarets, les esglésies eren el centre de les comunitats, amb carrers d'un patró similar al voltant d'elles. Això reflectia el paper de l'església com el centre de la vida de les comunitats. El disseny de l'església del Virregnat de Nova Espanya tendia a seguir amb patrons rectilinis de quadres i rectes, mentre que les esglésies contemporànies europees usaven patrons de corbes. Els espais de les esglésies barroques a Mèxic tendeixen a ser menys ostentosos que els dels europeus, i l'atenció se centrava en l'altar principal. L'objectiu era la contemplació i el mesurament i l'excés d'ornamentació es va crear per mantenir l'atenció en els altars principals.

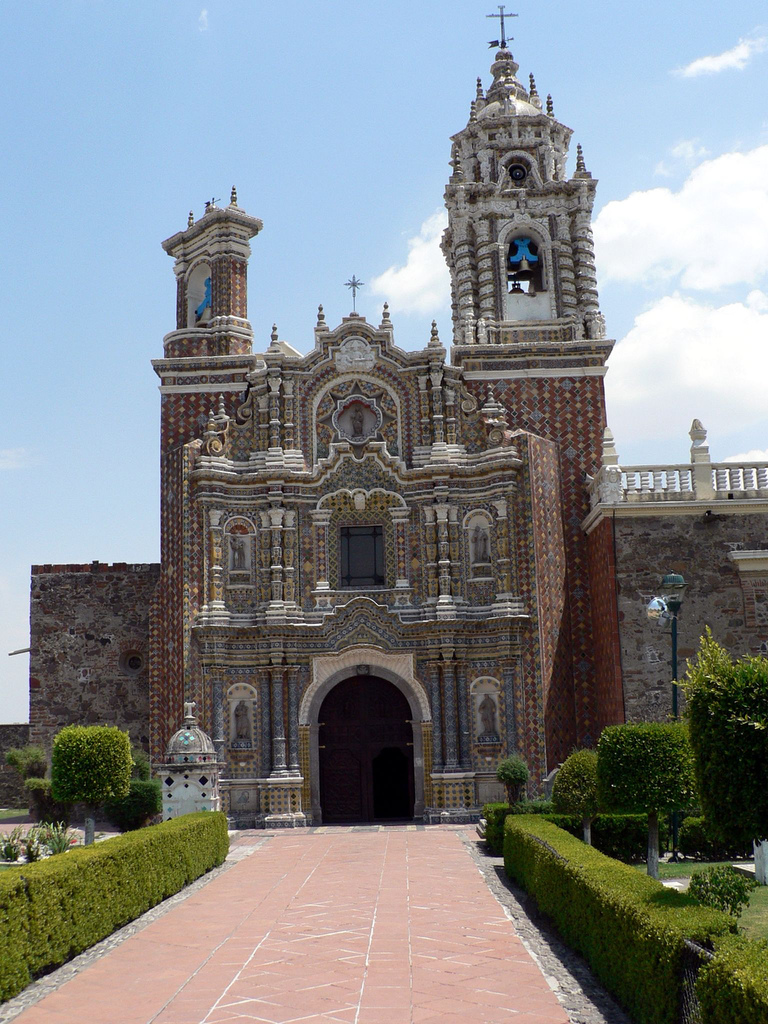
Façana de l'església de Acatepec, d'estil barroc amb mosaic Talavera.

Un element important del barroc mexicà eren les columnes, en particular la part central del capitel i la base, les quals poden classificar-se en sis tipus, inclosa la columna salomónica i el estípite -una piràmide truncada invertida-. En el període colonial, més tard, fins i tot si la resta de l'estructura no estava totalment decorada com en l'estil «purista», les columnes i els espais es trobaven exageradament decorats. El desenvolupament del barroc a Mèxic va fer que es creessin sub-estils i tècniques. El barroc «estucat» era purament decoratiu, les característiques es modelaven a partir d'estucs amb detalls intricats i ben coberts d'or o pintura. Aquesta tècnica va aconseguir el seu apogeu al segle xvii en Puebla de Zaragoza i Oaxaca; exemples d'això es troben en la Capella del Rosari en Puebla, i a l'església de Tonantzintla. Una de les raons per les quals aquesta tècnica va desaparèixer va ser perquè el treball d'estuc es va dissoldre.
El barroc Talavera va ser una varietat que es va donar principalment en els estats de Puebla i de Tlaxcala. La principal característica d'aquesta tècnica va ser l'ús dels plafons de ceràmica, pintats a mà de la Talavera de Puebla. Aquest estil va néixer aquí a causa de la indústria de la ceràmica; els plafons es troben principalment en els campanars, cúpules i principals portals de l'exterior; també es troben intercalats en la resta de la façana, com els accents dels maons. Aquest tipus de barroc va aparèixer per primera vegada al segle xvii, i va aconseguir el seu apogeu al segle XVIII; encara que l'ús d'aquest estil es limita principalment a dos estats, elements d'aquest estil es troben en les cúpules en moltes altres parts del país. En l'època del barroc tardà, els artistes de la zona de la província de la Nova Espanya van crear façanes d'esglésies intrincadamente texturizados i interiors similars a les de les grans ciutats, no obstant això, tenien característiques diferents, la qual cosa els va portar a cridar-ho barroc mestís o folk barroc. Els efectes de dos nivells va ser menys utilitzat en el model escultòric i més en la perforació de la superfície per crear un efecte de tipus pantalla, això té algunes similituds amb pedres prehispánicas i la talla de fusta, elements que utilitzaven els indígenes per sobreviure. En altres estils del barroc a Mèxic, no s'adornen totes les superfícies ja siguin de l'interior o de l'exterior, però centren la seva ornamentació en les columnes, pilastres i els espais entre elles, molts dels elements que usen per decorarar-les són medallons i nínxols amb estàtues, que també s'utilitzen per adornar finestres i portals principals. Després els patrons de les columnes van canviar i es van convertir en solcs ondats.

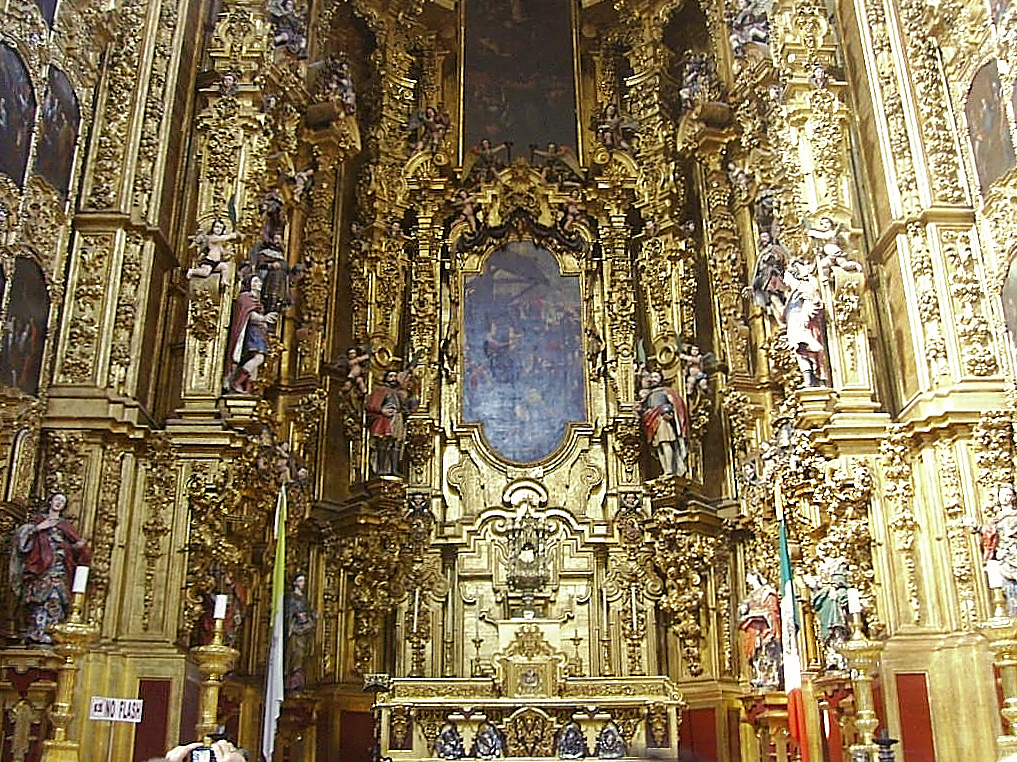
Detall de l'altar dels Reis en la Catedral Metropolitana de la Ciutat de Mèxic

Un altre estil del barroc que va aparèixer més tard a Mèxic conegut com a estil xorigueresc mexicà, no obstant això el terme tècnic per a aquest estil anticlásico molt exuberant és: ultra barroc, es va originar a Espanya com a decoració arquitectònica, estenent-se a l'escultura i al mobiliari tallat. A Espanya l'element definitiu de l'estil ultra barroc va ser l'ús de la columna salomónica juntament amb la profusa decoració. A Mèxic la columna salomónica apareix també, però el principal element a Mèxic de l'estil ultra barroc és l'ús de la columna de la estípite, aquesta no és una columna com a tal, sinó més aviat és una base allargada en forma d'una piràmide truncada invertida, això es pot veure a la Catedral Metropolitana de la Ciutat de Mèxic al portal dels reis i l'altar principal del Tabernáculo. L'estil ultra barroc va ser induït a Mèxic per Jerónimo de Balbás, el treball artístic del qual en un altar de la Catedral de Sevilla va ser usat d'inspiració per a l'altar dels Reis, construït el 1717. Balbás va utilitzar la estípite per transmetre una sensació de fluïdesa, però els seus seguidors mexicans van decidir alinear les estípites i aplanar les façanes, donant com a resultat una representació menys dinàmica. Això és el que Lorenzo Rodríguez va fer al disseny de Balbás per a l'altar dels Reis, també va crear una divisió horitzontal més forta entre el primer i el segon nivell, que va derivar de l'ultra barroc mexicà de la versió espanyola. Aquest estil va aparèixer quan les mines mexicanes estaven en el seu apogeu, la qual cosa va provocar nombrosos projectes de construcció, gran part de l'estil es pot veure a la ciutat de Guanajuato i en les seves mines, per aquesta raó es va desenvolupar molt més a Mèxic que a Espanya.

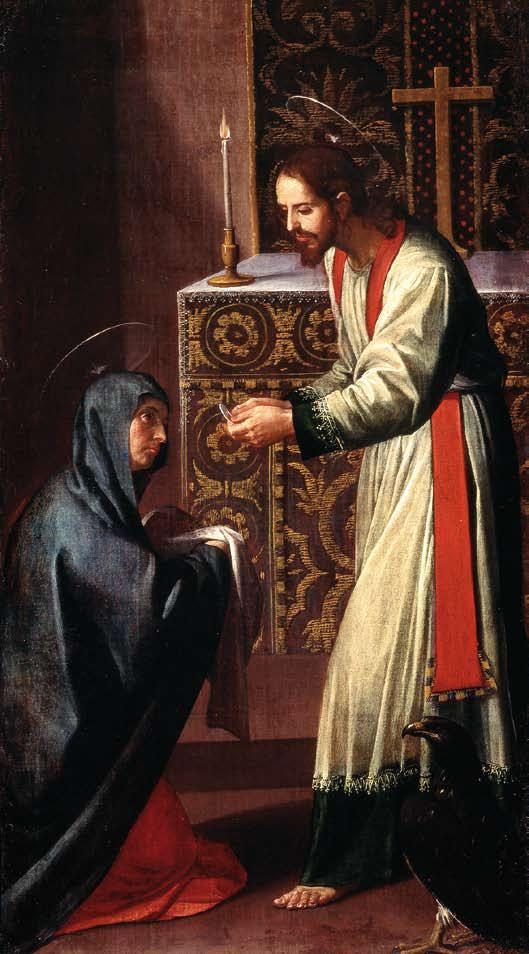
Joan evangelista donant la comunió a la Mare de Déu per Alfonso Cano en el Museu Nacional de Sant Carlos.

La pintura barroca es va establir fermament a meitats del segle xvii amb l'obra de l'espanyol Sebastián López d'Arteaga, la seva pintura s'exemplifica amb el llenç anomenat "Tomás el incrédulo" de 1643. En aquesta pintura, es mostra a Tomás l'Apòstol ficant el seu dit en la ferida de Crist per emfatitzar el seu sofriment. El quadre compta amb una llegenda que diu "el verb fet carn", aquesta obra d'art és un exemple de la intenció didàctica del barroc. Una diferència entre els pintors mexicans i els europeus, és que aquests últims prefereixen la franquesa i la claredat realista, sobre fantàstics colors, proporcions allargades i relacions espacials extremes. L'objectiu era crear un escenari realista, en el qual l'espectador pugui imaginar-se com a part de l'obra. Aquest estil va ser creat per Caravaggio a Itàlia, després es va fer popular entre els artistes de Sevilla, que després ho van portar a Nova Espanya. De la mateixa manera, les escultures del barroc, representen escales de mides naturals, tons de pell realistes i simulació de peces de fil d'or, que es realitzen a través d'una tècnica anomenada «estofat», que és la tècnica d'aplicar pintura sobre l'or.
La següent influència més important en artistes mexicans i llatinoamericans, va ser la de l'artista flamenc Peter Paul Rubens, conegut per les còpies de gravats. Les pintures d'aquest artista s'han copiat i tornat a treballar i es van convertir en l'estàndard per a l'art religiós i secular. Més tard les pintures barroques es van traslladar dels retaules de llenços independents de l'interior de les esglésies. Un dels pintors mexicans més coneguts d'aquest tipus de treballs era Cristóbal de Villalpando, el seu treball pot ser vist en la sagristia de la Catedral Metropolitana de la Ciutat de Mèxic, que es va realitzar entre 1684 i 1686. Els seus llenços estaven pegats directament a la paret, amb marcs en forma d'arc per estabilitzar-los, es troben just sota les voltes del sostre. Una altra de les obres de Villalpando és la cúpula de la Catedral de Puebla, que es va realitzar el 1688. Va utilitzar tècniques de pinzell de Rubens i la forma de la seva estructura, per crear una composició de núvols amb àngels i sants, d'on sorgeix una coloma per representar a l'esperit sant i la llum de les finestres simbolitzen la gràcia de Déu.
L'art religiós colonial va ser patrocinat per les autoritats de les esglésies i patrocinadors privats. El patrocini de la costosa ornamentació de les esglésies era una forma perquè la gent d'alt nivell socioeconòmic obtingués major prestigi. Durant els segles XVI, XVII i XVIII, la Ciutat de Mèxic va ser una de les més riques al món, sobretot a causa de la mineria i l'agricultura, i va ser capaç de suportar un gran panorama artístic. Mentre que les obres per a les esglésies eren les més sol·licituds, també existien per a obres seculars. Els retrats no eren molt coneguts durant l'època colonial, i els que els coneixien eren principalment virreyes i arquebisbes. A partir de finals de l'estil barroc, la pintura de retrats de la noblesa, es van convertir en un estil representatiu. Dos pintors molt importants que realitzaven aquests retrats són; els germans Nicolás i Juan Rodríguez Juárez, les seves obres van seguir els models europeus, amb els símbols de rang i els títols, que es representaven dins de les pintures. Un altre tipus de pintura colonial secular va ser anomenada «casta», basant-se en les famílies, això sovint va ser realitzat per funcionaris espanyols per tenir records de Mèxic. La producció d'aquestes pintures es va detenir després de la Guerra d'independència de Mèxic i amb les mesures polítiques que es van implementar sobre la identitat mestissa, que es tractava d'implementar mesurades contra les persones que ocultaven aquest tipus de pintures, la qual cosa va durar fins a començaments del segle xxi, quan els estudiosos van començar a informar-se.

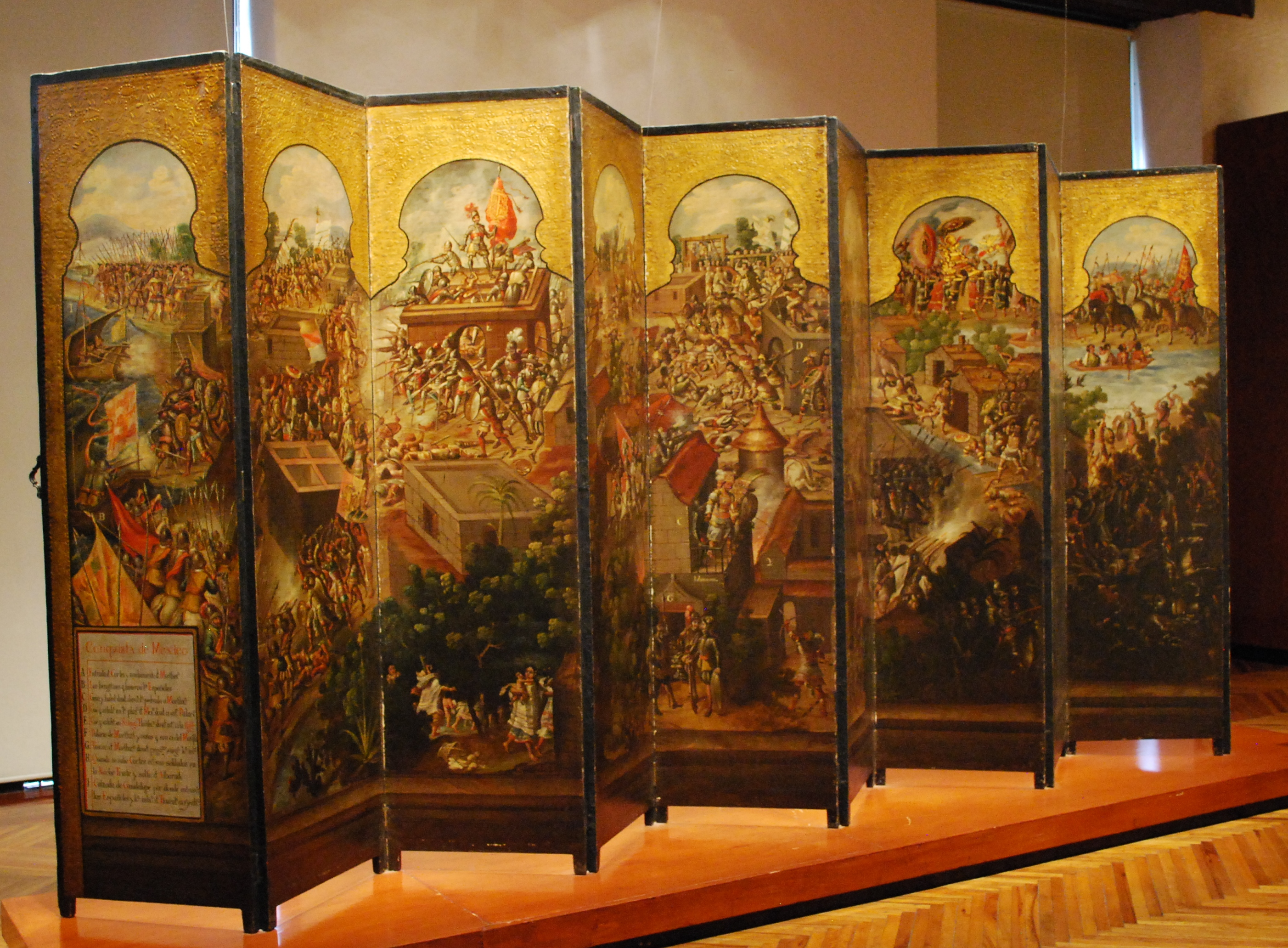
"Pantalla de Paravent" amb representació de la conquesta espanyola de Mèxic en el Museu Franz Mayer

Mèxic era una cruïlla comercial de l'època colonial, amb les mercaderies procedents d'Àsia i Europa es va provocar una mescla amb els productes natius, aquesta convergència és més evident en les arts decoratives de la Nova Espanya. Per a les classes altes era molt comuna tenir una cambra anomenada "saló d'estar", que comptava amb catifa i coixins, perquè les dones poguessin descansar i tamborets i butaques per als homes. Els "paravents" van ser introduïts des del Japó, van ser modificats amb el pas del temps, modificant el que es plasmava en ells, fent-los més europeus i mexicans que asiàtics, un exemple d'això és un paravent amb escenes de la conquesta mexicana, que es troben en el Museu Franz Mayer.
L'últim institut d'art de l'època colonial va ser l'Acadèmia de Sant Carlos en 1783. Mentre que la producció dels sants va consumir gairebé tot el treball artístic, no estan desproveïts d'efectes públics, el més important d'ells va ser el sorgiment del culte a La nostra Senyora de Guadalupe (Mèxic), representant de la identitat dels mexicans. A la fi del segle xviii, les colònies espanyoles s'estaven convertint en la cultura independent d'Espanya, incloent els seus arts. Es va crear una nova acadèmia, la qual fou creada per la Corona d'Espanya per controlar l'expressió artística i saber que es difondria. Aquesta escola va ser atesa per professors espanyols, en cadascuna de les disciplines, el primer director va ser Jeronimo Gil. L'escola es va convertir en la llar d'una sèrie de motlles de guix de les escultures bàsiques de la Reial Acadèmia de Belles Arts de San Fernando a Espanya, portats aquí amb finalitats didàctiques. Aquests motlles estan en exhibició al pati posterior de l'Acadèmia.
Per la mateixa època, la Corona va promoure l'establiment a Mèxic del neoclassicisme en l'art i l'arquitectura, que ja s'hi havia fet molt popular a Espanya. Aquest estil va ser una reinterpretació de referències grecorromanas i el seu ús era per generar dominació europea en les colònies espanyoles. Un dels artistes de l'estil neoclàssic a la fi de l'època colonial va ser Manuel Tolsà, el primer professor d'escultura en l'Acadèmia i el segon director d'aquesta mateixa. Tolsà va dissenyar edificis neoclasiscistes a Mèxic, però la seva obra més coneguda és un retrat eqüestre del rei Carles IV, en un motlle de bronze el 1803 i originalment col·locat a la Plaça de la Constitució (Ciutat de Mèxic). A partir del 2011 es pot veure en el Museu Nacional d'Art (Mèxic).

## Segle XIX

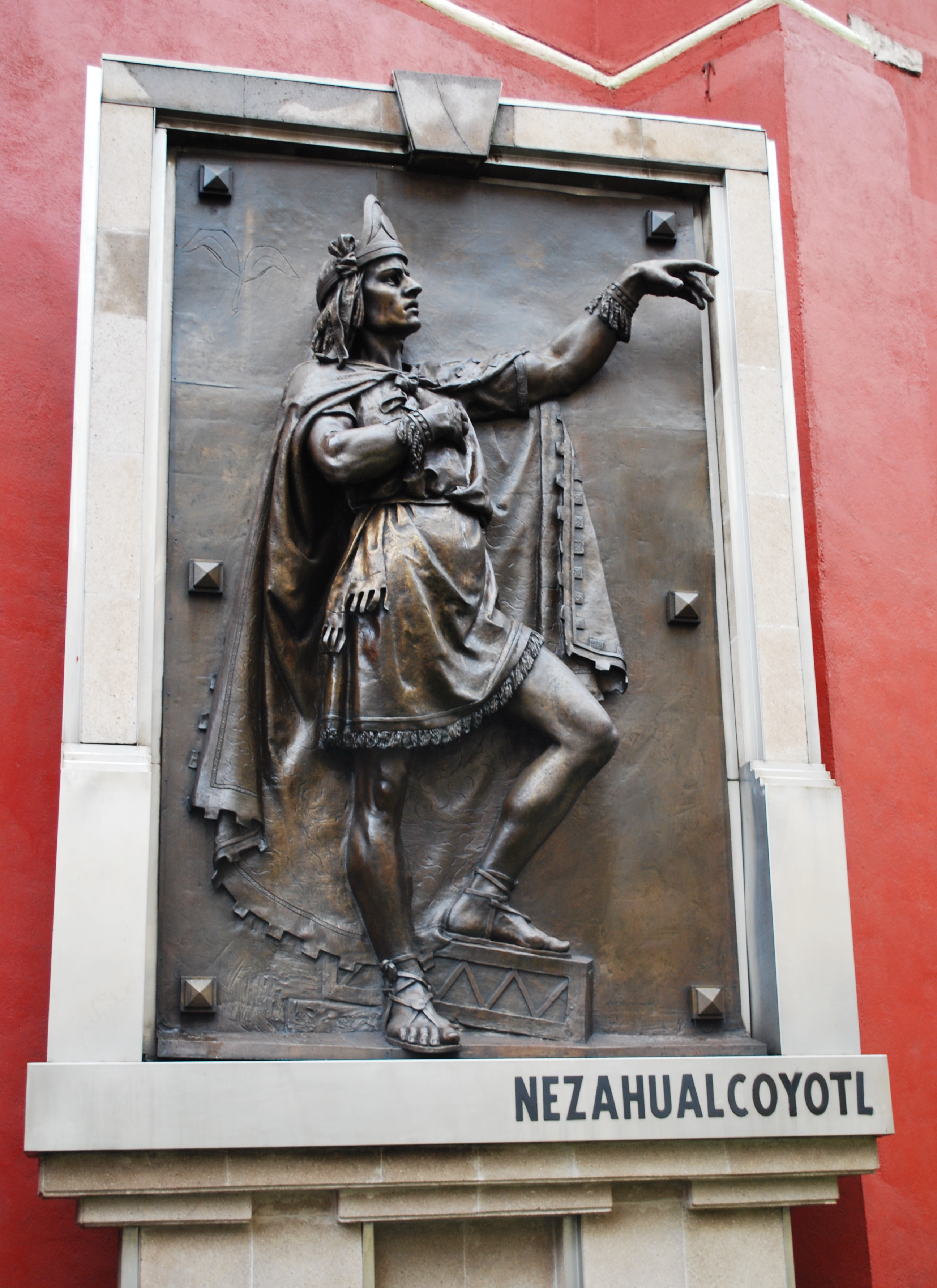
Escultura de Nezahualcóyotl (1888-89) per Jesús Fructuoso Contreras en el Jardí de la Triple Aliança.

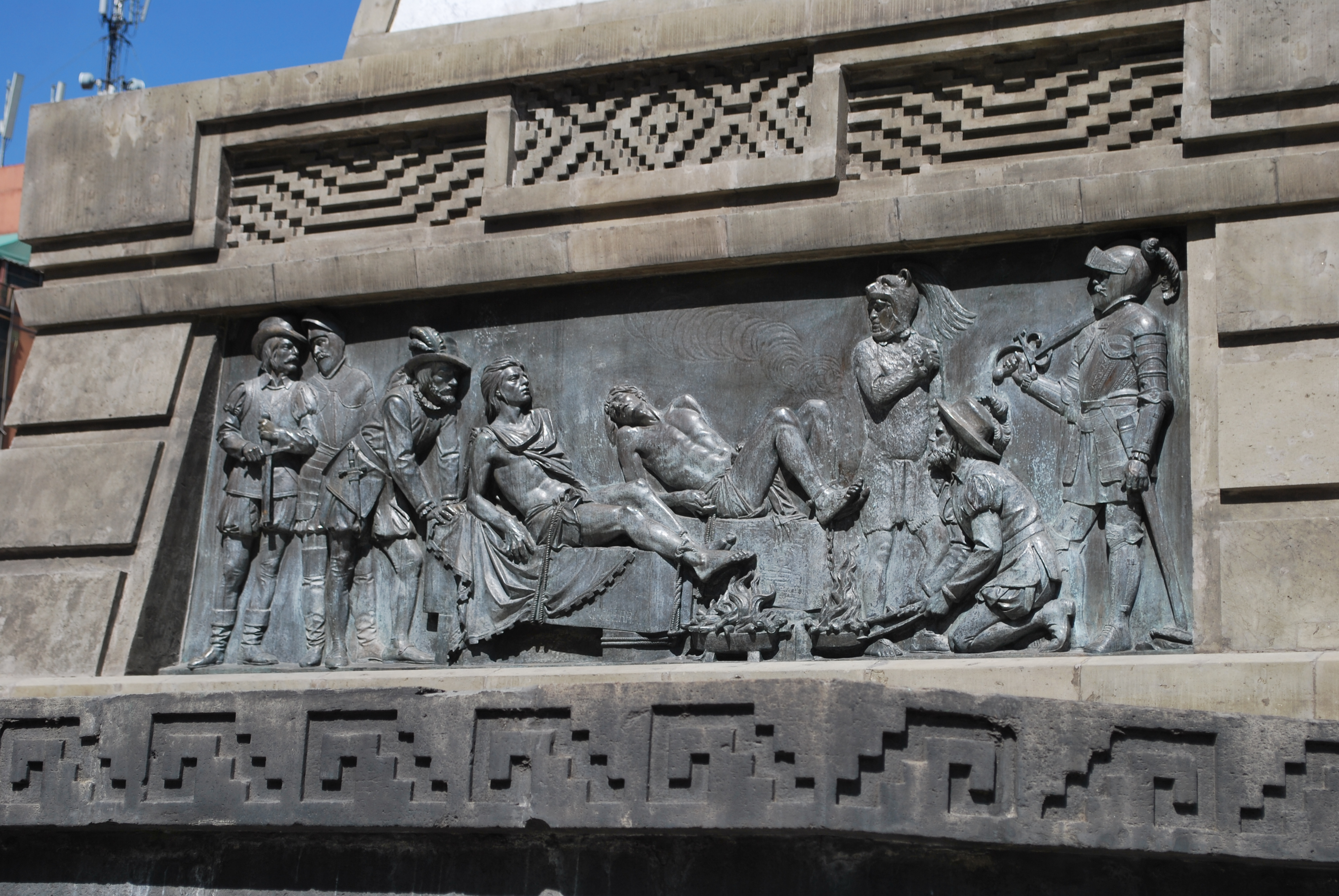
La tortura de Cuauhtémoc en un monument al seu honor en el Passeig de la Reforma.

Cap a les últimes dècades del segle xviii l'orgull de la ciutat barroca de Mèxic, conreat amb les seves obres però també en els elogis i les apologètiques descripcions, es trontollava en la consciència dels seus habitants il·lustrats.
L'Acadèmia de San Carlos segueix sent el centre de la pintura acadèmica i la més prestigiosa institució d'art a Mèxic, però durant la Guerra d'independència de Mèxic va haver de tancar. Malgrat l'associació que tenia l'Acadèmia amb la Corona Espanyola i amb l'estil europeu, va ser reoberta pel nou govern després que Mèxic obtingués la Independència completa el 1821. Els seus exprofessors i estudiants, van morir durant la guerra o van tornar a Espanya, però quan es va tornar a obrir es van encarregar d'aconseguir als millors estudiants d'art del país i van continuar amb els ensenyaments de l'estil europeu, la qual cosa va continuar fins al segle xx. L'Acadèmia va ser redenominada com l'Acadèmia Nacional de San Carlos, el nou govern va seguir afavorint l'estil neoclassicista, ja que pensava que el barroc era símbol del colonialisme. L'estil neoclàssic va continuar durant el regnat de Maximilià I de Mèxic, encara que el president Benito Pablo Juárez García ho va recolzar de mala gana, ja que considerava que seguia sent part del colonialisme.
Malgrat l'associació del neoclassicisme amb la dominació europea, va continuar sent el triat pel govern de Mèxic després de la independència i va ser usat per a les principals construccions del govern a la fi del segle. No obstant això els temes indígenes van començar a aparèixer en les pintures i escultures, una de les figures d'estil neoclassicista amb temes indígenes, va ser la de Tlahuicol, feta per un artista de català, anomenat Manuel Vilar i Roca el 1851. El 1877 Porfirio Díaz va encarregar l'estàtua de l'últim emperador asteca Cuauhtémoc, el qual es troba al Passeig de la Reforma, Cuauhtémoc és representat amb una toga, amb un tocat de plomes, similars a les d'un guerrer troià en lloc d'un emperador asteca, la base té elements de l'arquitectura romana, aquesta base conté plaques de bronze que representen escenes de la conquesta espanyola, però se centren en les figures indígenes. Hi havia dues raons perquè existís el canvi de temes, el primer va ser que la societat mexicana va començar a denigrar la cultura colonial i a sentir que els elements indígenes eren més representatius del passat mexicà. L'altre factor va ser un moviment a tot el món, que el 1830 i va ser encapçalat pels artistes que volia fer front a la societat. A Mèxic aquest sentiment d'anar en contra de l'establert va ser recolzat per l'Acadèmia de San Carlos i el seu enfocament europeu.

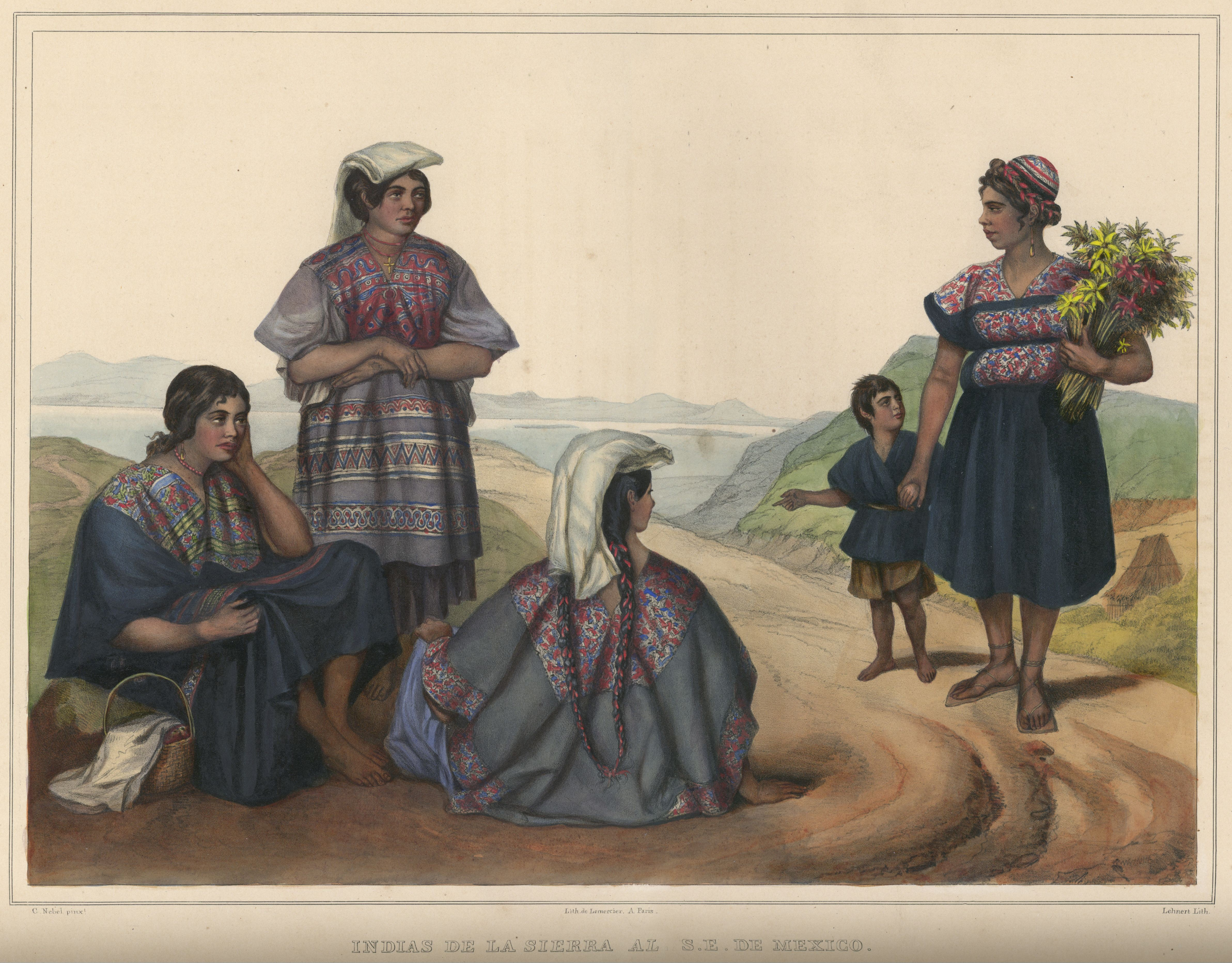
Representació per Carl Nebel d'indígenes en la serra

En la primera meitat del segle XIX l'estil romàntic de les pintures va ser introduïda a Mèxic i a Amèrica Llatina pels viatgers estrangers que se sentien interessats pel nou país independent. Un dels artistes provinent de Baviera era Maurici Rugendas, que va viure al país de 1831 a 1834. Va pintar escenes amb una composició dinàmica i colors brillants, d'acord amb l'estil romàntic, a la recerca d'imatges belles, sublims i impactants de Mèxic i altres àrees d'Amèrica Llatina. No obstant això molts dels treballs de Rugendas són esbossos de grans llenços, molts dels quals mai van ser realitzats. Un altre artista va ser l'anglès Daniel Egerton, que va pintar paisatges amb l'estil romàntic britànic i l'alemany Carl Nebel, que va crear principalment litografies de diverses poblacions ètniques del país.
Una sèrie d'artistes nascuts al país durant l'època van seguir als pintors romàntics europeus, en el seu desig de documentar les diverses cultures de Mèxic. Aquest tipus de pintors van entrar en l'estil del costumisme, derivat de la paraula «costum». L'estil d'aquests pintors no sempre era renaixentista, també utilitzaven uns altres més. La majoria d'aquests artistes eren de classes altes i educats a Europa. Mentre que els pintors europeus veien això com a temes exòtics, els costumistes tenien un sentit més nacionalista del seu país d'origen. Un dels pintors es deia Agustín Arrieta i venia de Puebla, qui va aplicar les tècniques realistes en escenes de la seva ciutat natal, capturant-les amb ceràmica i plafons de vius colors, les escenes de la vida quotidiana sovint representaven dones en la cuina, venedors negres i afroperuanos.

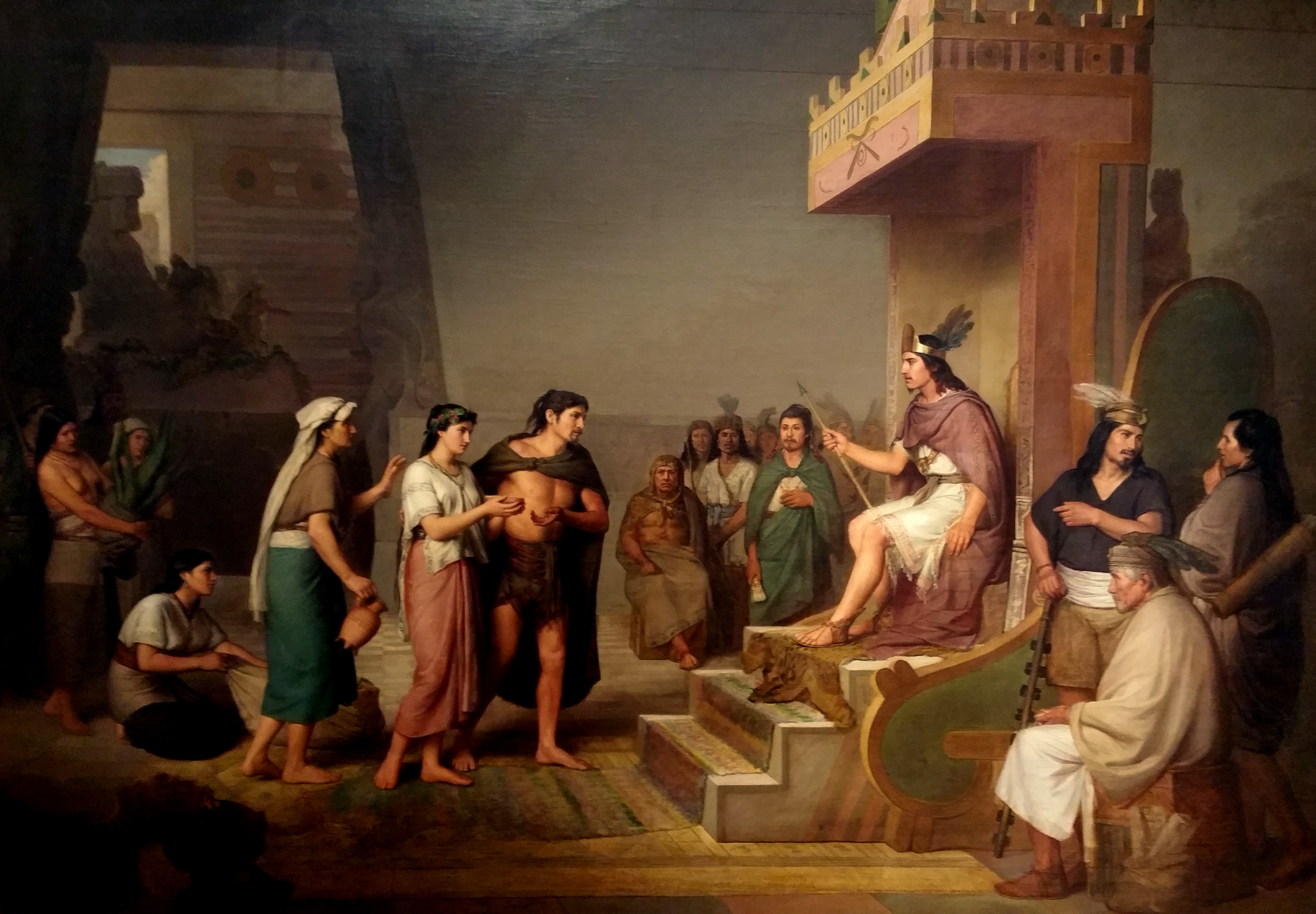
Descobriment de la beguda alcohòlica pulque, per José Obregón en el Museu Nacional d'Art (Mèxic)

A mitjan i finals del segle xix, les Acadèmies d'Amèrica Llatina van començar a convertir-se del fort neoclassicisme a l'Acadèmia realista. Es van començar a realitzar representacions més realistes, amb especial èmfasi en els detalls. Les escenes més comunes d'aquest estil eren retrats de classes altes, escenes bibásicas i batalles, especialment les de l'època de la independència. Quan l'Acadèmia de San Carlos es va tornar a obrir, després del tancament de 1843, es va implementar en estil realista, gràcies a les noves facultats espanyoles i italianes. Malgrat del suport del govern i els temes nacionalistes, els artistes natius estaven una mica més a favor dels europeus. Un dels principals artistes del segle xix era català, el seu nom era Pelegrí Clavé i Roqué, el qual va pintar paisatges, però va ser més conegut per les seves pintures de l'elit intel·lectual de la Ciutat de Mèxic. Alguns pintors realistes també van intentar retratar a la cultura asteca, la gent que representava als indígenes i vestits basats en còdexs de l'època de la conquesta, un d'aquests era Félix Parra, les representacions de la conquesta eren associades amb el sofriment dels indígenes. El 1869, José Obregón, va fer «el descobriment del pulque»,-beguda alcohòlica- influït en la seva representació a l'arquitectura dels còdexs Mixtecas, però va canviar els temples com a escenari de trons.
L'art del segle xix, després de la independència, es va considerar en declivi, sobretot a la fi del segle xix i principis del segle xx, durant un període conegut com el «Porfiriato», en nom de Porfirio Díaz, que va governar el país per més de tres dècades. Durant aquest temps, la pintura, l'escultura i les arts decoratives es van limitar, la majoria, a imitacions de l'estil europeu especialment en els temes religiosos.

## Segle XX

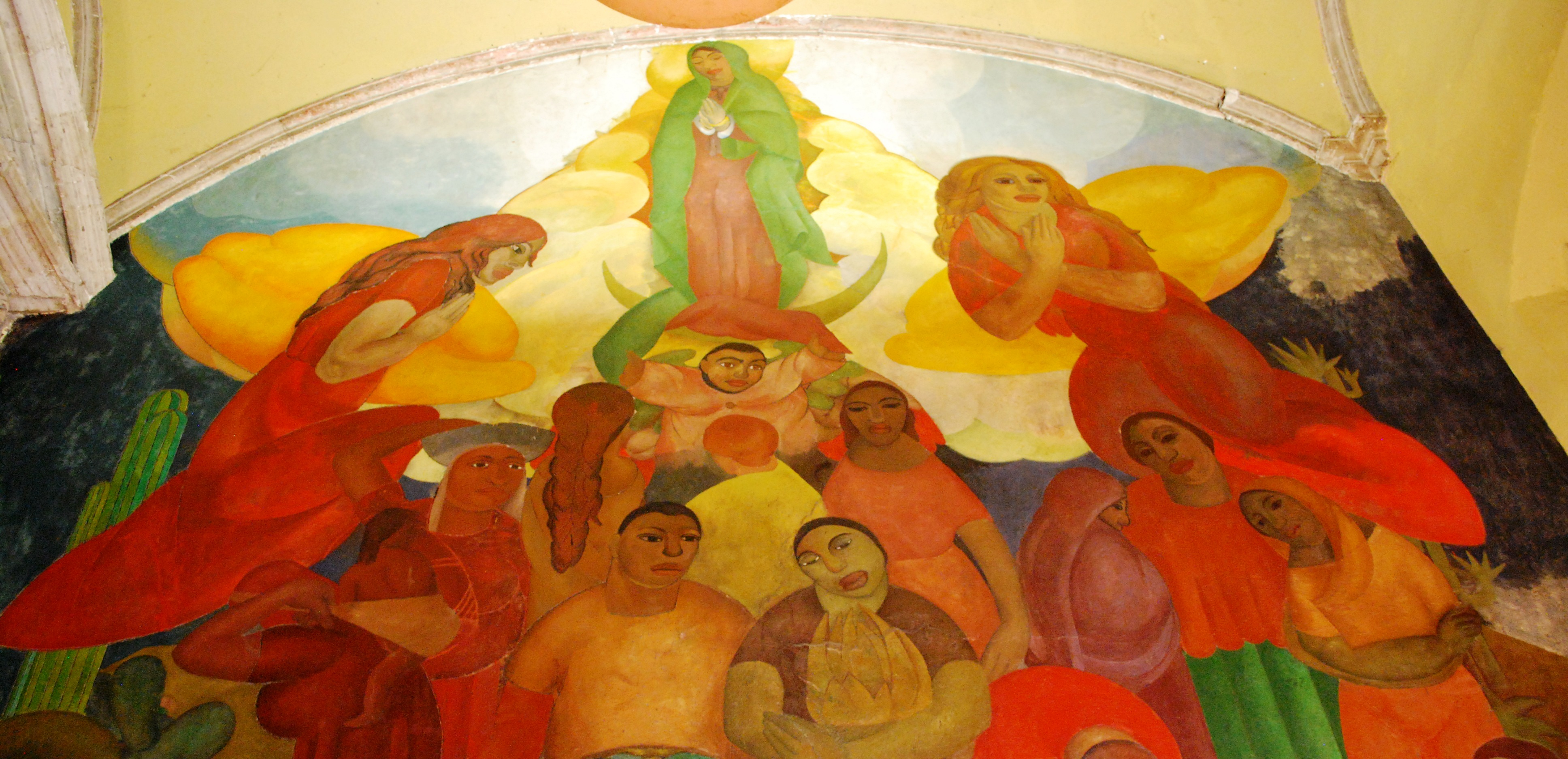
Una part de la "Al·legoria a la Verge de Guadalupe", de Fermín Revueltas, situat en una de les parets de la Real i Pontifícia Universitat de Mèxic

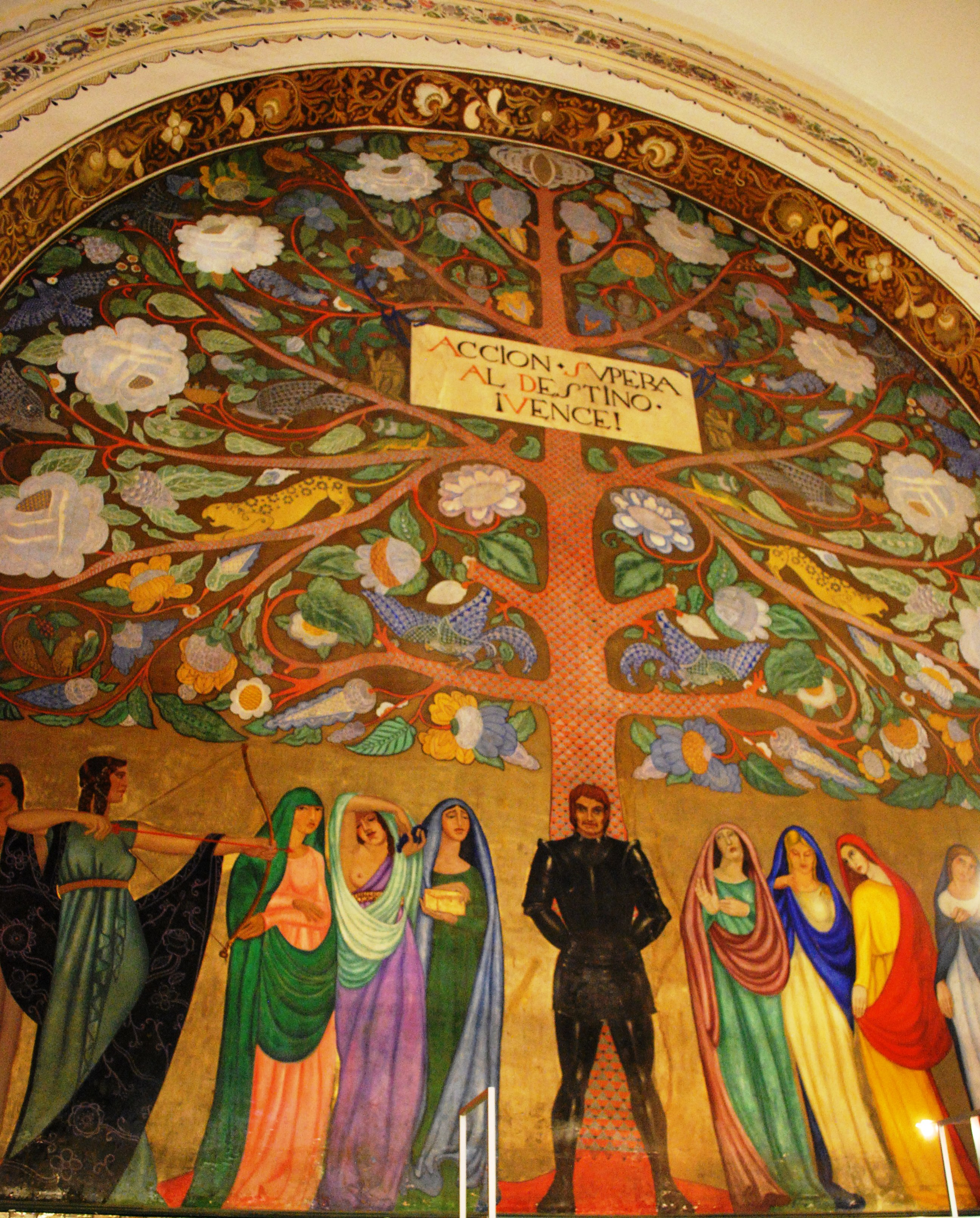
L'arbre de la vida, o l'arbre de la ciència pintat per Roberto Montenegro en el Museu de la Llum

L'Acadèmia de Sant Carlos continu amb la seva manera d'ensenyament clàssic i amb l'estil europeu fins a 1913, en aquest any, l'Acadèmia va ser integrada parcialment a la Universitat Nacional Autònoma de Mèxic (UNAM). Entre 1929 i 1950, el programa d'arquitectura es va separar de l'Acadèmia, per convertir-se en part d'un departament de la Universitat; els programes de pintura, escultura i gravat es van convertir a l'Escola Nacional d'Arts Expressives, ara coneguda com l'Escola Nacional d'Arts Plàstiques (ENAP). Ambdues escoles es van traslladar al sud de la Ciutat de Mèxic al segle xx, el departament d'arquitectura a Ciutat Universitària (Universitat Nacional Autònoma de Mèxic) i la ENAP a Xochimilco, deixant solament alguns programes de postgrau en Belles arts l'edifici original de l'Acadèmia, situat al Centre Històric de la Ciutat de Mèxic. La ENAP contínua sent un dels principals centres per a la formació dels artistes a Mèxic.
Mentre que al segle xix va començar un canvi cap a temes més indígenes i mexicans, la Revolució mexicana de 1910 a 1920 va tenir dramàtics canvis en l'art mexicà. El conflicte va donar origen al Partit Revolucionari Nacional (renombrado després com el Partit Revolucionari Institucional, el qual va entrar al país amb un enfocament socialista. El govern es va convertir en un aliat per a molts intel·lectuals i artistes en la Ciutat de Mèxic i comissiono als artistes fer murals per als edificis públics, per reforçar els seus missatges polítics, incloent missatges que ressaltessin més els temes mexicans que els europeus. Això no es va crear per al comerç o gustos populars, no obstant això, van guanyar no sol reconeixement de Mèxic, sinó també dels Estats Units. Aquesta producció d'art en relació amb la propaganda política és coneguda com l'escola modernista mexicana, o el Moviment Muralista Mexicà, i va redefinir l'art mexicà. Octavio Paz va donar a José Vasconcelos el crèdit de ser el iniciador del moviment Muralista a Mèxic, per donar marxa als pintors més coneguts de 1921 parell decorar les parets dels edificis públics. Les comissions van ser políticament motivades, que van glorificar a la Revolució mexicana i van redefinir al poble mexicà vis-á-vis el seu passat indígena i espanyol. La primera d'aquestes pintures comissionades estaven en l'Antic Col·legi de Sant Ildefons realitzat per Fernando Leal, Fermín Revueltas, David Alfaro Siqueiros i Diego Rivera. El primer fresc veritable en aquest edifici va ser el de Louis Henri Jean Charlot, no obstant això els errors tècnics van sorgir en la construcció dels murals; un nombre d'ells va començar a tenir butllofes i a haver de ser embarrados de cera per a la seva conservació. Roberto Montenegro va pintar el Museu de la Llum, l'Església de Sant Pere i Sant Pablo i el monestir de San Pedro i San Pablo, però el mural de l'església va ser pintada amb la tècnica de Pintura al tremp i es van començar a crear escates, a l'àrea dels monestirs Montenegro pinto la Festa de la Santa Creu, que representa a Vasconcelos com el protector del mural, aquest mural es va modificar i es va treure a Vasconcelos i es va modificar per una dona en el seu lloc.
El primer protagonista en la producció de murals moderns a Mèxic va ser Atl o Gerard Murillo, va néixer a Guadalajara (Jalisco) el 1875. Ell va modificar el seu nom per identificar-se com a mexicà, Atl va treballar per promoure artesanies i art folklòric mexicà. Encara que va tenir èxit com a pintor a Guadalajara, les seves idees radicals contra l'Acadèmia o el govern ho van portar a que es traslladès a la Ciutat de Mèxic, que era més liberal. El 1910, mesos abans de l'inici de la Revolució mexicana, Atl va pintar el primer mural modern a Mèxic, ell va ensenyar a grans artistes que ho van seguir, incloent als que van arribar a dominar la pintura mural mexicana.
El moviment muralista va aconseguir el seu apogeu en les dècada de 1930, amb els quatre protagonistes principals: Diego Rivera, David Alfaro Siqueiros, José Clemente Orozco i Fernando Leal. Ells són la part més estudiada de la història de l'art mexicà.{ Tots van ser artistes formats amb les tècniques clàssiques europees i moltes de les seves primeres pintures són imitacions de les pintures de moda d'Europa, algunes d'aquestes obres van ser adaptades amb temes mexicans. La situació política de Mèxic de 1920 a 1950 i la influència de Atl van incitar a aquests artista a trencar amb l'estil europeu, utilitzant imatges d'indígenes, molts colors, i representacions de les activitats humanes, especialment de les masses, en contrast amb l'art solemne i distant d'Europa. Els mitjans que generalment es preferien eren llenços tradicionals i pòrtics de les esglésies, després es va optar per murs sense decorar dels edificis del govern, l'objectiu principal d'aquestes pintures era la glorificació del passat prehispánic mexicà com la definició d'identitat mexicana. Van aconseguir tenir èxit tant a Mèxic com als Estats Units, cosa els va portar a la fama, tant a estudiants mexicans i nord-americans.
Aquests muralistes van reviure la tècnica del fresc per a les seves obres murals, encara que Siqueiros es va moure a la tècniques i materials industrials tals com l'aplicació de piroxilina, un esmalt comercial utilitzat per als avions i els automòbils. Un dels esforços més primerencs dels murals de Rivera, es va realitzar al pati del Ministeri d'Educació, amb una sèrie de balls de tehuanas (nadiues del Golf de Tehuantepec). Aquest projecte de quatre anys va passar a incorporar altres temes indígenes contemporanis i va acabar per abastar 124 frescs que s'estenien a tres pisos d'altura i dues illes de la ciutat de llarg. El Mercat Abelardo L. Rodríguez va ser pintat el 1933 per estudiants de Diego Rivera, un dels més importants va ser Isamu Noguchi. Una altra figura important d'aquesta època va ser Frida Kahlo, l'esposa de Diego Rivera. Encara que ella va pintar llenços en comptes de murals, ella encara es considerava part de l'escola modernista mexicana, ja que, el seu treball va posar l'accent en els colors i la cultura popular mexicana.

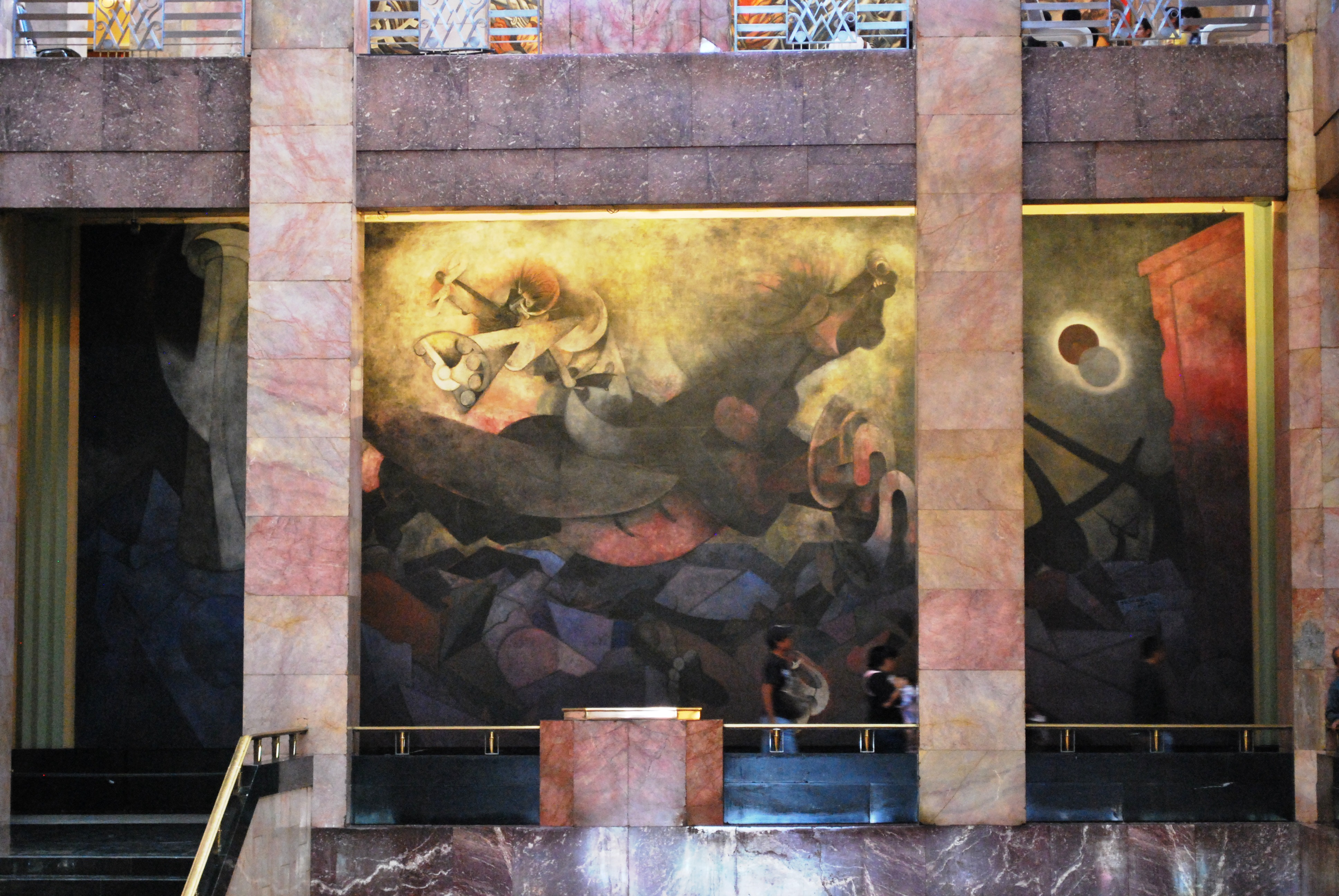
Mèxic d'Avui de Rufino Tamayo al primer pis del Palau de Belles Arts (Mèxic)

El primer a trencar amb el to nacionalista i polític del moviment muralista va ser Rufino Tamayo. Per aquesta raó se li va reconèixer primer fora de Mèxic. Tamayo va ser contemporani de Rivera, Siqueiros i Orozco i es va formar a l'Escola Nacional de Belles arts, igual que ells, va explorar la identitat mexicana després de la Revolució Mexicana; no obstant això, va rebutjar el realisme social polític popularitzat pels altres tres artistes, i rebutjada pel nou establiment. Es va anar a Nova York el 1926, on el seu èxit li va permetre exposar en el seu natal Mèxic, no obstant això la falta de suport al govern posrevolucionari va ser controversial, ja que a causa d'això el va continuar amb el seu èxit a Nova York, per després aconseguir Europa. La seva rivalitat amb els tres principals muralistes mexicans, va continuar tant a Mèxic com a nivell internacional, a través de la dècada de 1950, fins i tot un honorífic títol de "La cambra gran" va ser molt polèmic i va trigar molt.

El primer moviment important després del muralista va ser el de la Generació de la Ruptura, va començar als anys 1950 i 1960, amb pintors com José Luis Cuevas, Gilberto Aceves Navarro, Rafael Coronel, Alfredo Casaneda i l'escultor Juan Soriano, van rebutjar el realisme social i el nacionalisme i van incorporar el surrealisme, les paradoxes visuals, i elements i estils de la pintura del vell món. Aquesta ruptura va significar que més tard els artistes mexicans en general es veiessin influenciats pel muralismo o l'art popular mexicà. José Luis Cuevas va fer autoretrats en els quals va reconstruir escenes de famoses pintures d'artistes espanyols com Diego Velázquez, Francisco de Goya i Pablo Picasso. Igual que Kahlo, abans que el, es va dibuixar a si mateix, però en lloc d'estar centrat, la seva imatge és feta a un costat en qualitat d'observador, l'objectiu d'això era posar l'accent en la transformació de la cultura visual rebuda. Una altra figura important durant aquest període va ser el suís mexicà Gunther Gerzso, però el seu treball era una «variant amb vores dures» 
| « | ...de l'expressionisme abstracte, basat en formes geomètriques ben definides, així com ho coloreixis, amb un efecte que fa semblar un relleu. El seu treball era una mescla de l'abstracció europea i les influències llatinoamericanes, incloent les mesoamericanas. | » |
| — | |   |

 En la tècnica d'aquarel·la podem distingir a Edgardo Coghlan i Ignacio Barrios, els quals no estaven en un moviment artístic específic però no eren menys importants.

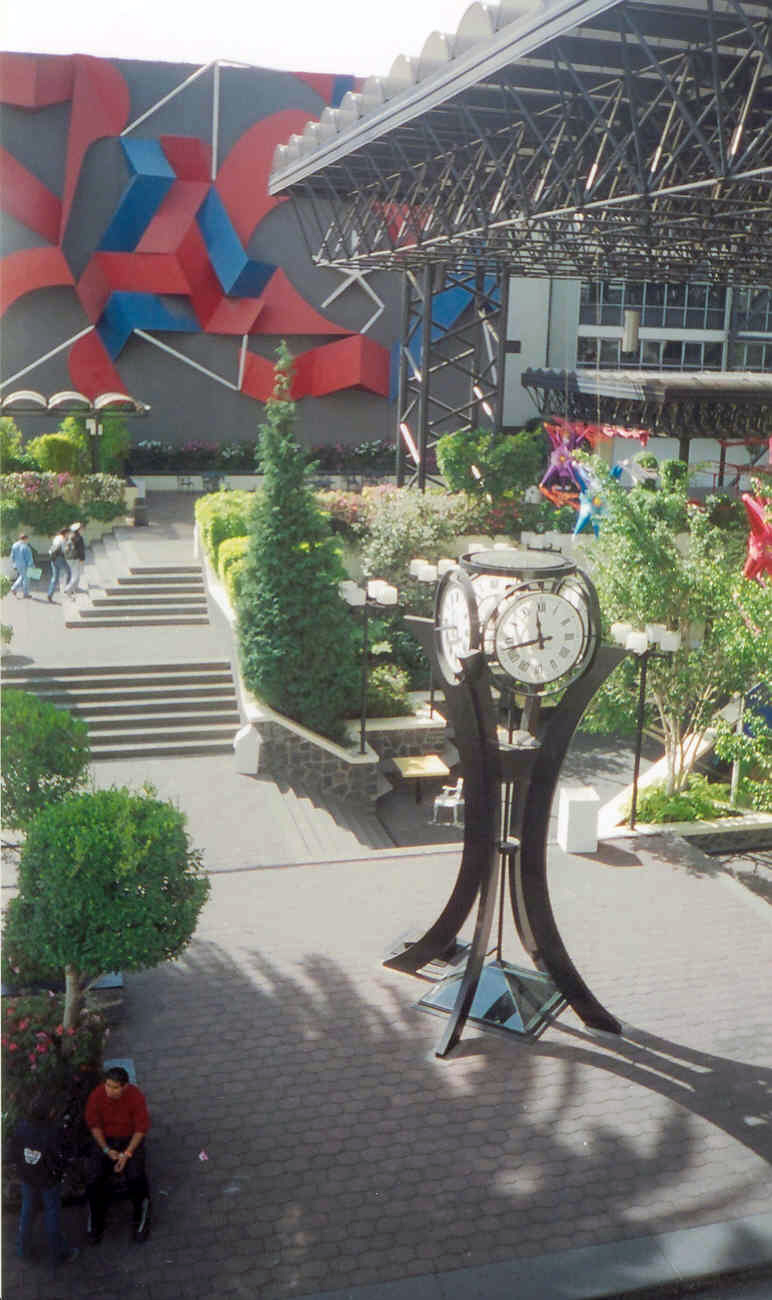
Mural i escultura-rellotge de Manuel Felguérez a la Universitat La Salle (Mèxic), Campus central

A partir dels anys 1960 i 1980, l'art neo-expressionista va ser representat a Mèxic per Manuel Felguérez, Teresa Cito, Alejandro Pinatado i Jan Hendrix. Aquestes són sovint obres abstractes, amb treballs no figuratius, plenes de color i contrast. Felguérez és un pintor i gravador nascut a Zacatecas el 1928, va estudiar a la Ciutat de Mèxic, París i Rússia. Va tenir la seva primera exposició d'art abstracte el 1957, des de llavors ha estat prolífic, produint fins a 25 quadres per any i ha realitzat prop de trenta murals. A més d'aquests artistes mexicans, un artista suís- alemany Mathias Goeritz, també va ser molt important. Goeritz va ser pintor, escultor i professor actiu fins a la seva mort el 1990. El va arribar a Mèxic el 1949, després de passar temps a Espanya, Marroc i Granada. Va començar com a professor a Guadalajara, després va obrir el «Museu Experimental El Eco» a la Ciutat de Mèxic l'any 1950, en aquesta mateixa dècada va crear escultures públiques, incloent les Torres Satélite en Ciudad Satélite (Mèxic). El 1960, es va convertir en algú fonamental per al desenvolupament de l'art modern abstracte juntament amb José Luis Cuevas i Pedro Friedeberg.
A mitjan dècada de 1980, el següent moviment important a Mèxic va ser el neomexicanisme, una versió una mica surrealista, una miqueta kitsch i postmoderna del realisme social que es va centrar en la cultura popular en comptes de la història. El nom de «neomexicanismo» va ser usat originalment pel crítics que volien menysprear el moviment. Les obres no eren necessàriament murals; es van utilitzar altres mitjans com els collage, i sovint parodiaven icones culturals, mitjans de comunicació de masses, religió i altres aspectes de la cultura mexicana. Aquesta generació d'artistes interessada en els valors tradicionals de Mèxic, a explorar les seves arrels, qüestionar-se a ells mateixos, i la cultura mexicana vis-á-vis la globalització.
L'art de la dècada de 1990 fins a l'actualitat es classifica com postmoderna, encara que aquest terme s'ha usat per descriure obres creades abans de 1990. Artistes importants relacionats amb aquest moviment inclouen a: Betsabeé Romero, Mónica Castillo, Francisco Larios, Martha Chapa i Diego Toledo. El treball de Betsabeé Romero està basat en cotxes i parts de cotxes, especialment pneumàtics. Va néixer el 1963, la seva obra barreja folk, Art pop i elements modernistes. Les seves obres més influents amb escultures, un exemple és un vintage Volkswagen New Beetle reconstruït amb parts del cos, remplazant amb palla, cobertes de plàstic i panells de fusta. Un altre exemple és una peça minimalista-surrealista basada en la part del sostre d'un cotxe, elevat des d'a baix cap amunt en un bec de la galeria de xapa de fusta. Ella també va fer les impressions fetes a partir de pneumàtics de goma tallada. Mónica Castillo a la Ciutat de Mèxic és coneguda per les seves postmodernes, deconstructivistas d'autoretrats en una vialidad de mitjans de comunicació. Francisco Larios va crear les pintures votivas de Mèxic.
Malgrat mantenir un ambient artístic nacional actiu, els artistes mexicans després del moviment muralista van tenir dificultats per entrar al mercat internacional de l'art. Una de les raons va ser perquè en les Américas, la Ciutat de Mèxic va ser remplazada per Nova York com a centre de la comunitat artística i sobretot pels patrocinis. A Mèxic, el patrocini del govern per a l'art al segle XX (dominat pel PRI fins al 2000) va significar obres religioses, i les obres amb alguna critica al govern van ser censurades fàcilment, ja que el govern utilitzava tècniques passives, com la concessió de beques als artistes que recolzessin al govern. No obstant això, el 1999 la col·lecció Júmex va decidir obrir la Galeria Júmex dins de la fàbrica de Júmex en Ecatepec de Morelos, als afores de Ciutat de Mèxic. El pressupost multimilionari de Júmex va atreure galeries i museus de tot el món, i en 2013 va obrir el Museu Júmex a Ciutat de Mèxic dedicat a l'art contemporani en un edifici dissenyat per l'arquitecte David Chipperfield. Kurimanzutto una galeria privada fundada el 1999 per José Kui i Mónica Manzutto va promoure artistes com Minerva Cuevas, Daniel Guzmán i Jonathan Hernández. Aquestes galeries privades i museus van promoure als artistes més controversials, els quals les institucions estatals amagaven. Les exposicions internacionals i les vendes privades van aconseguir que molts artistes fossin independents al govern.

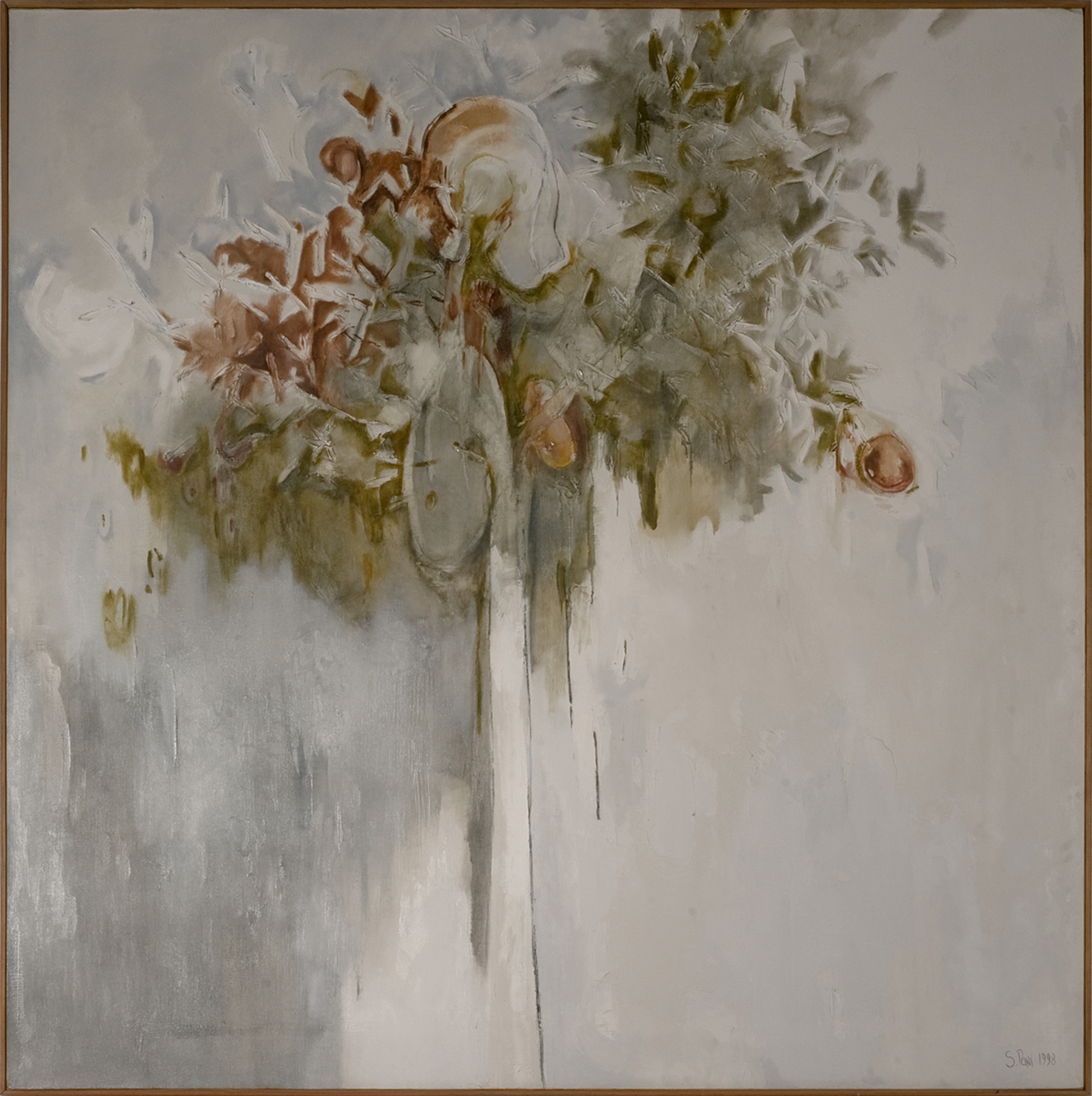
Integritat per
Sandra Pani

L'art mexicà va aconseguir de nou el seu apogeu en l'escena artística internacional en la dècada de 1990. Gran part d'aquest canvi va ser gràcies a les biennals, fires d'art i exposicions internacionals fora de Mèxic. El 2002, sis dels museus més importants del món van tenir exposicions dedicades a Mèxic. El 2003, sorgeix un projecte «Mèxic il·lustrat», que organitzava Allbright College, amb 61 artistes i un pressupost de 500 000 dòlars. L'èxit dels artistes mexicans es va veure reflectit quan van començar a incloure'ls en les galeries de Nova York, Londres i Zúric. Malgrat l'increment d'interès per l'art mexicà, van continuar els problemes perquè els artistes mexicans entressin al mercat d'art internacional. Solament va existir un crític d'art prominent a Mèxic, el seu nom era, Cuauhtémoc Medina. Amb molt poca escriptura nativa sobre art mexicà, simbolisme i tendències, gran part de l'art modern mexicà que es trobava en exposicions a l'estranger estava mal etiquetat o mal descrit, ja que les institucions estrangeres, no comprenien, ni apreciaven suficientment les circumstàncies socials i polítiques darrere de les obres d'art. La influència del període muralista encara persisteix, gran part de l'art produït el 1990 s'ha passat per alt perquè no és «mexicà» -per als estàndards de Rivera, Orozco i Siqueiros-, i van començar a créixer les referències estereotipades, i les referències culturals, com les piràmides, i els pobles indígenes. La majoria dels artistes moderns, tenien una perspectiva internacional sobre un món globalitzat. Per exemple si apareixen les piràmides, sovint es barrejaven amb altres cultures com, geishas, yoguis i caràcters xinesos, que provenen d'una recent fascinació per Àsia. La majoria dels artistes que han produït obres amb temes d'Àsia són; Fernanda Brunet, Yushai Jusidman i Pablo Vargas Lugo. Els còmics i dibuixos animats japonesos són una part important d'aquesta fascinació, alguns exemples d'això són; Hello Kitty i Onegai My Melody.

## Art popular mexicà i artesanies

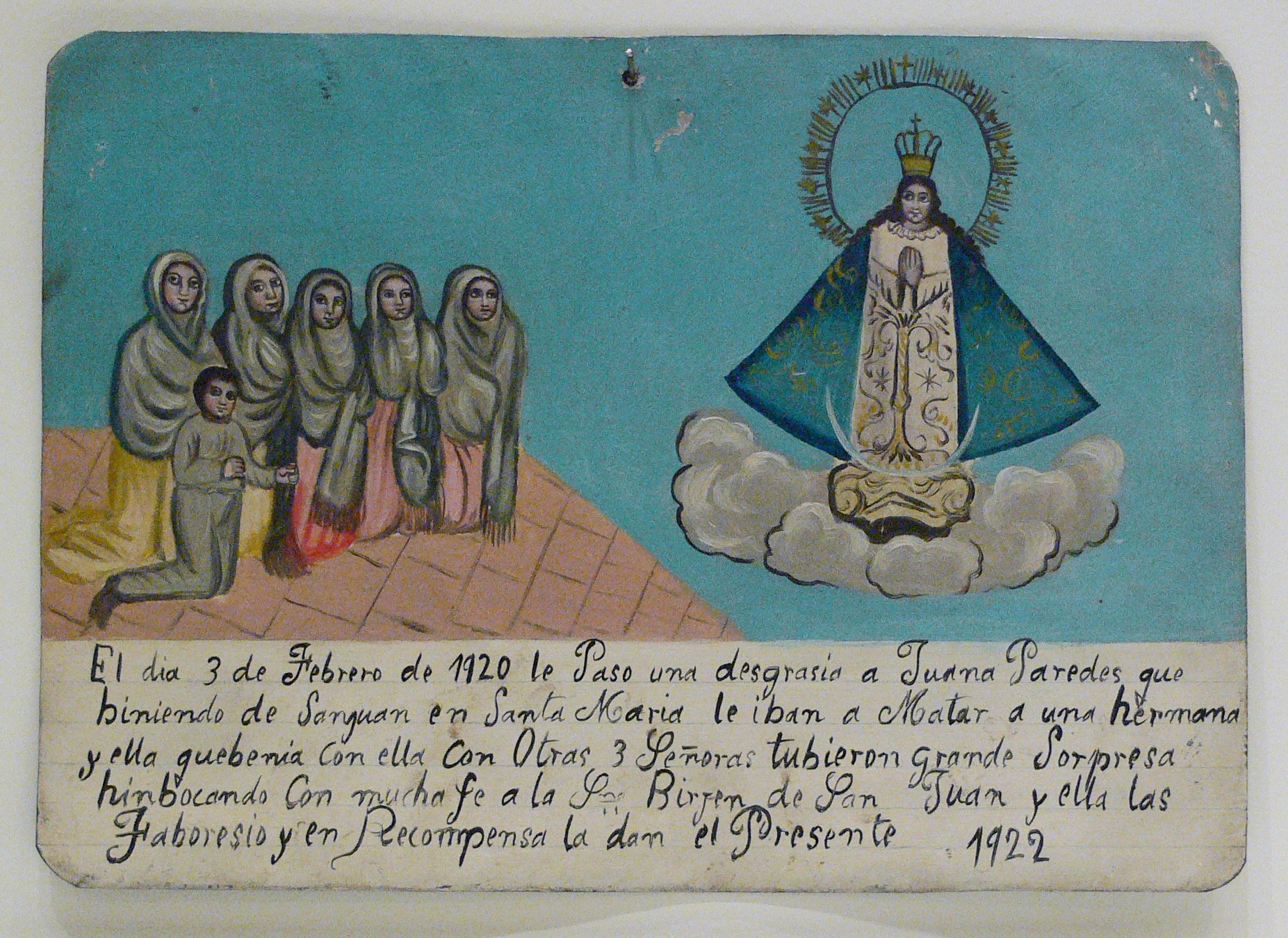
Pintura votiva de principis de 1920 en honor de «Nuestra Señora de San Juan de los Lagos»

Artesanies i art folklòric mexicà, conegut com a «artesania» a Mèxic, és una complexa categoria d'articles fets a mà, o en petits tallers, amb finalitats utilitàries, decoratives o semblants. Aquests inclouen ceràmica, tapissos, certs tipus de pintures i tèxtils. Igual que les arts més formals, les artesanies tenen arrels indígenes i europees, i es considera una herència ètnica de Mèxic.
Aquest vincle entre l'art i la identitat cultural va ser fortament forjada per l'elit política, intel·lectual i artística del país a la primera meitat del segle xx, després de la Revolució Mexicana. Artistes com Diego Rivera, Rufino Tamayo i Frida Kahlo van utilitzar les artesanies com a inspiració per a una sèrie de pintures, murals i d'altres obres. A diferència de les belles arts, les artesanies són creades per persones comunes i d'herència indígena, que aprenen el seu ofici de manera formal i informal. La vinculació entre les artesanies i la identitat mexicana contínua a la televisió, el cinema i la promoció del turisme.
La major part de les artesanies produïdes a Mèxic, constan de atuells ordinàris fets per a l'ús diari. Es considera artística, ja que, conté detalls decoratius o estan pintades amb colors brillants, o ambdues. L'ús audaç de colors en l'artesania, i altres construccions es remunta a l'època prehispánica, aquests són acompanyats per altres colors en tons audaços, introduïts pel contacte que va haver-hi amb els europeus i asiàtics. Els temes dels dissenys varien des del purament indígena al en la seva majoria europeus acompanyats d'altres elements. Els dissenys geomètrics connectats al passat prehispánic de Mèxic són freqüents i els articles fets per comunitats purament indígenes del país. Els temes de la natura són molt populars, possiblement més que els patrons geomètrics en dissenys tant prehispánicos com a europeus, que es troben especialment freqüents en tapissos i ceràmiques.
Una de les millors ceràmiques a Mèxic és la Talavera de Puebla que es produeix en Puebla. Aquestes artesanies tenen una mescla d'influències en els seus elements i el seu disseny tant d'espanyols, àrabs, xinesos com de indígenes. Les pintures més populars conegudes són les anomenades exvot, retaule o pintures votives, es tracta de petites pintures commemoratives o un altre material gràfic creat per un creient, en honor de la intervenció d'un sant o una altra figura. L'estil exvot de la pintura va ser apropiat durant meitat del segle XX per Frida Kahlo, que creia que era l'expressió més genuïna de l'art llatinoamericà.

## Cinema

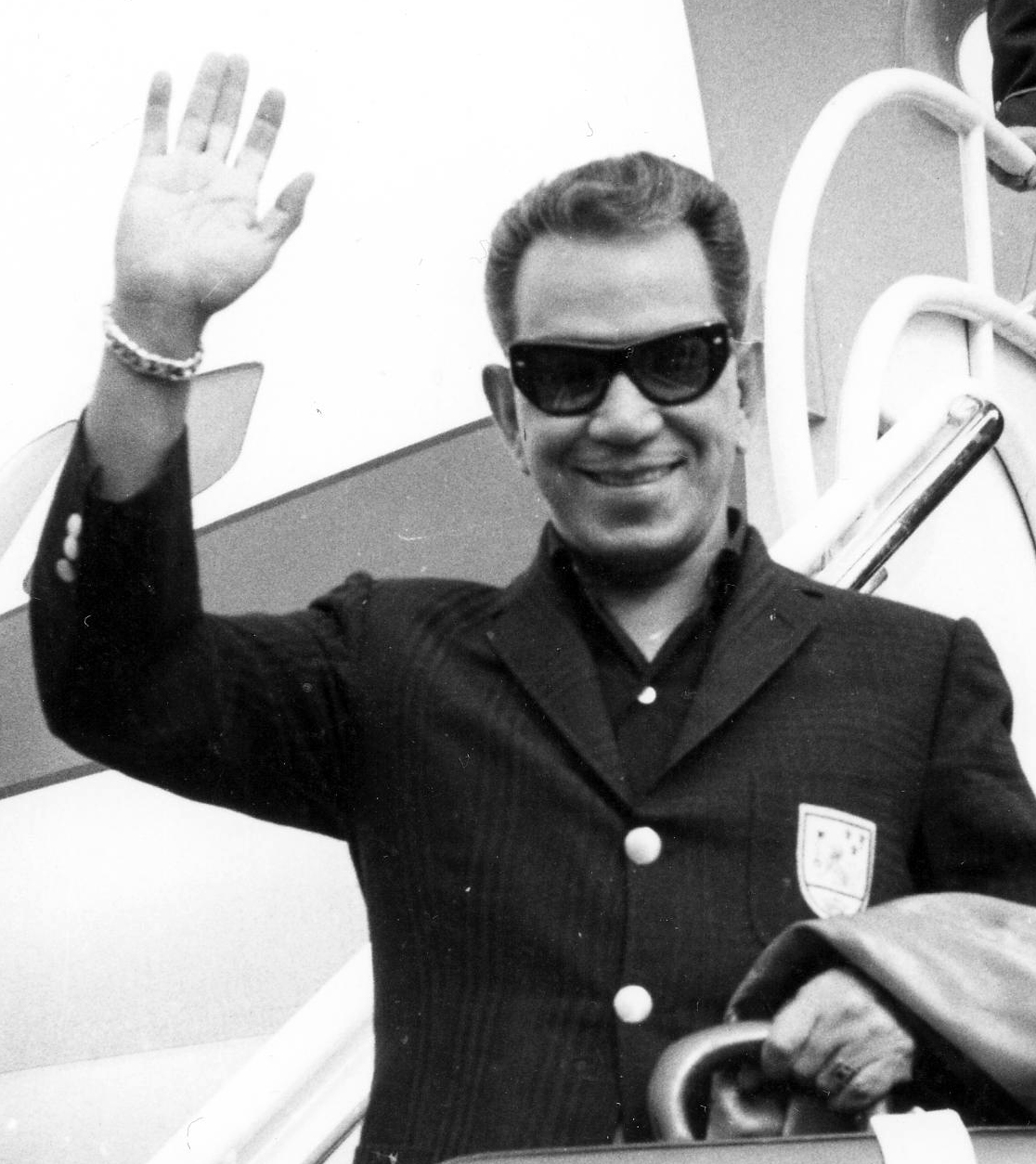
Cantinflas, un dels principals actors del segle d'or del cinema mexicà

El Cinema va arribar a Mèxic durant la Revolució Mexicana de França, inicialment es va utilitzar per documentar les batalles de la guerra. La primera pel·lícula sonora a Mèxic es va realitzar el 1931, nomenada "Desde Santa" i el primer gènere de pel·lícules que va aparèixer a Mèxic va ser entre 1920 i 1940 i va ser titulat «ranchero».
Mentre que l'època d'or del cinema mexicà és considerada de la dècada de 1940 i 1950, dues pel·lícules que es van filmar a meitat de 1930, "Allá en el Rancho Grande" (1936) i "Vámonos con Pancho Villa" (1935), van ser les que van marcar l'estàndard d'aquesta època, tant temàtica, estètica i ideològicament. Aquestes pel·lícules van oferir l'arquetip d'artistes, i símbols basats en mitologies generals nacionals. Part de la mitologia d'acord amb Carlos Monsiváis inclou participants en melodrames familiars, els masculins charros en les pel·lícules rancheras, «femme fatale» -interpretat sovint per María Félix i Dolores del Río-, els pobles indígenes en les pel·lícules d'Emilio Fernández i "Peladito" pel·lícula de Cantinflas. Els escenaris sovint eres ranxos, batalles de la revolució i cabaret. Les pel·lícules de la Revolució Mexicana es van centrar en la caiguda inicial del govern de Porfirio Díaz en lloc dels enfrontaments que van venir després entre les diferents faccions. També tendien a centrar-se en temes rurals com el "mexicà", encara que la població era cada vegada més urbana.
Mèxic va tenir dos avantatges durant aquest període, la primera va ser una generació de bons actors i directors de cinema. Aquests actors inclouen a: María Félix, Jorge Negrete, Pedro Armendáriz, Pedro Infante, Cantinflas i directors com Emilio Fernández Romo i el director de fotografia Gabriel Figueroa. Moltes d'aquestes estrelles van tenir obertura als Estats Units i al Festival Internacional de Cinema de Canes. En la cantonada de la Brea i al Passeig de la Fama de Hollywood, hi ha una escultura de quatre dones que representen els quatre pilars del cinema, una de les quals és l'artista mexicana Dolores del Río. Gabriel Figueroa és conegut pel seu treball de fotos en blanc i negre, que és en general dur i expressionista, i que s'aconsegueix amb un simple però sofisticat moviment de la càmera. El segon avantatge és que Mèxic no estava involucrat a la Segona Guerra Mundial i, per tant, hi havia una major oferta de cel·luloide per les pel·lícules, que també s'utilitzaven per a les bombes.

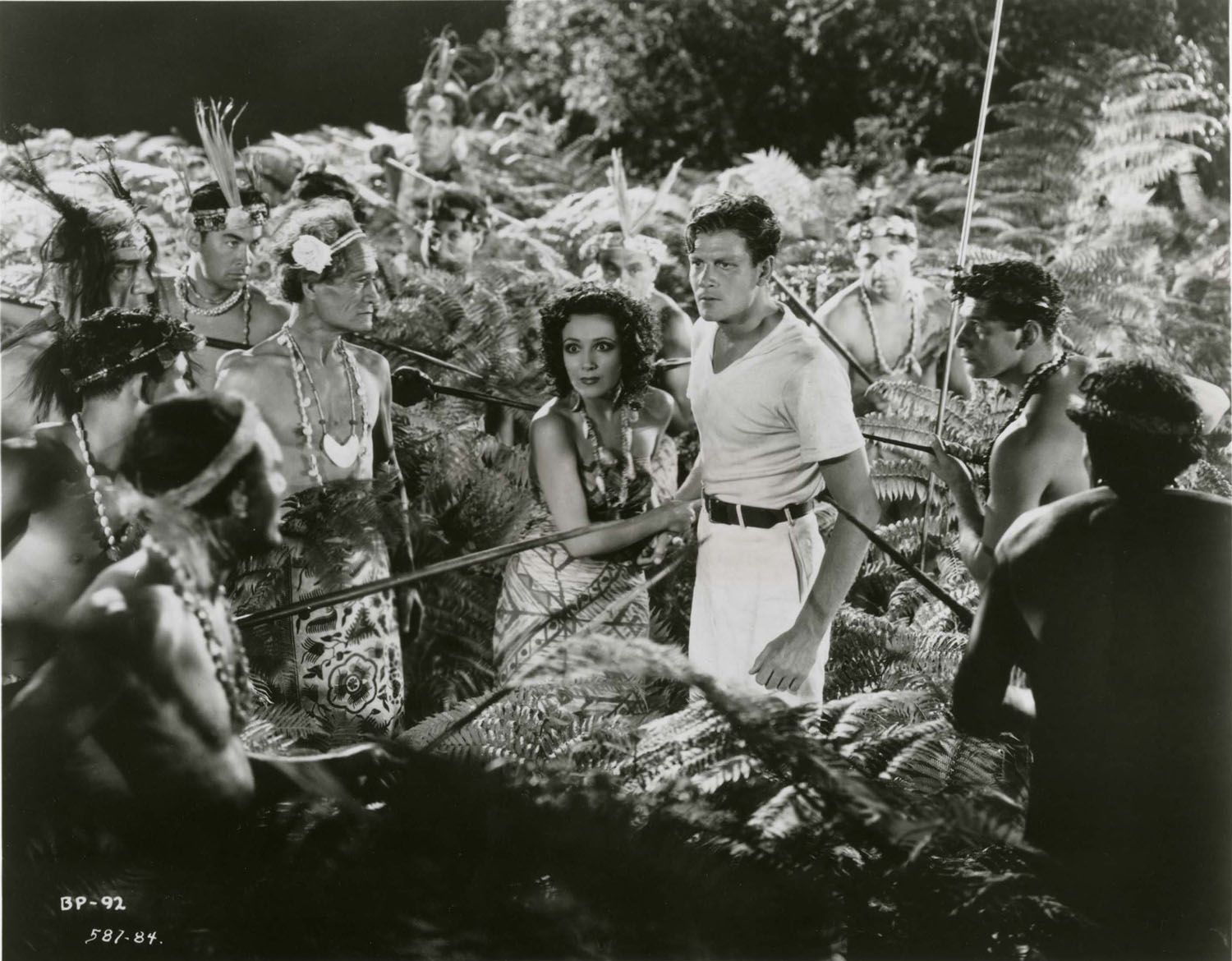
Escena de l'au del paradís (1932) amb Dolores del Río.

En la dècada de 1930, el govern va començar a interessar-se en la indústria amb la finalitat de promoure els valors polítics i culturals. Gran part de la producció durant l'època d'or va ser finançat amb una combinació de fons públics i privats, i pel govern que eventualment va prende un paper més important. El 1942, el Banc Cinematogràfic va finançar gairebé tota la indústria, que es va tornar part del govern el 1947. Això li va donar al govern grans drets de censura, a través de decidir que projectes finançar. Mentre que el Partit Revolucionari Institucional (PRI) va censurar moltes pel·lícules en molts aspectes durant 1940 i 1950, no va ser tan repressiu com altres països de parla hispana, però va ser un gran exemple que rols juguen la política i la cultura mexicana.
L'edat d'or va acabar a la fi de 1950, amb la dècada de 1960 dominada per les imitacions de baixa qualitat dels vaquers i les comèdies de Hollywood, aquestes pel·lícules van ser rodades a l'aire lliure i cada vegada van sorgir més pel·lícules amb estrelles de la Lluita lliure professional. No obstant això, l'art i el cinema de producció experimental a Mèxic té les seves arrels en el mateix període i va començar a donar fruits fins a 1970. El director de cinema Paul Leduc va sorgir en la dècada de 1970, amb la seva especialització en pel·lícules sense diàlegs. El seu primer gran èxit va ser amb "Reed: México Insurgente" (1971) seguit d'una biografia de Frida Kahlo titulada "Frida" (1984), ell és el polític més coherent dels directors mexicans moderns. El 1990, va filmar "Latino Bar" (1991) i "Dólar Mambo" (1993). No obstant això, les seves pel·lícules mudes, en general no han tingut molt èxit comercial. A la fi del segle XX el principal impulsor del cinema mexicà va ser Arturo Ripstein la carrera del qual va començar amb una pel·lícula com «Spaghetti Western», anomenada "Tiempo de Morir" el 1965, i que alguns consideren el successor de Luis Buñuel, que va treballar a Mèxic l'any 1940. Algunes de les seves pel·lícules com; "El castillo de la pureza" (1973), "Lugar sin límites" (1977) i la "Reina de la noche" (1994), exploren temes com els llaços familiars i fins i tot l'homosexualitat, la negociació de la crueltat, la ironia i la tragèdia. La censura de l'estat va ser relativament laxa en la dècada de 1960 i principis de 1970, però va tornar durant els últims anys de 1970 i 1980, monopolitzant la producció i distribució. Posteriorment amb el factor de censura, en 1980, moltes de les pel·lícules mexicanes van començar a passar a les mans d'empreses com Hollywood desplaçant a la producció local. La qualitat de les pel·lícules estava molt baixa en aquests anys, tant que el Premi Ariel va ser suspès per falta de candidats qualificats. El cinema popular vaa disminuir però el sector de l'art va créixer, de vegades la producció de pel·lícules es va realitzar fora de censors com la de Jorge Fons el 1989, la pel·lícula era "Rojo Amanecer" que es basa en el Moviment estudiantil mexicà de 1968. La pel·lícula va ser prohibida pel govern però va rebre el suport de Mèxic i de l'estranger, Va ser exhibida però no com s'esperava. Va ser el començament d'una major llibertat editorial per als cineastes a Mèxic.
A partir de la dècada de 1990, el cinema mexicà va començar a fer una reaparició, en la seva majoria amb coproduccions estrangeres. Una de les raons per a l'interès internacional al cinema mexicà va ser el gran èxit de la pel·lícula de 1992 "Como agua para chocolate". El 1993 aquesta pel·lícula la major pel·lícula taquillera de llengua estrangera en la història de EUA, va ser vista a 34 països. Des de llavors el cinema mexicà es divideix en dos gèneres. Les que són per a un públic més domèstic tendeixen a més personals i més políticament ambigües com el "Pueblo de Madera", "La Vida Conyugal" i "Ángel de fuego". I aquelles orientades per a audiències internacionals i compten amb imatges del mexicà més estereotipades, com són: "Solo con tu Pareja", "La invención de Cronos" junto con "Como Agua para Chocolate"
La nova generació de directors a Mèxic inclou a; Alejandro González Iñárritu, Guillermo del Toro i Alfonso Cuarón -guanyador dels Premis Óscar 2014-. Les pel·lícules inclouen; "Los hijos del hombre" filmada a Anglaterra i El laberinto del fauno, que fou una producció mexicana- espanyola. Professionals del cinema a principis del segle XXI tendeixen a ser almenys bilingües (espanyol i anglès) i ja es van trobar en millors condicions per participar en el mercat mundial de les pel·lícules que els seus predecessors.

## Fotografia a Mèxic

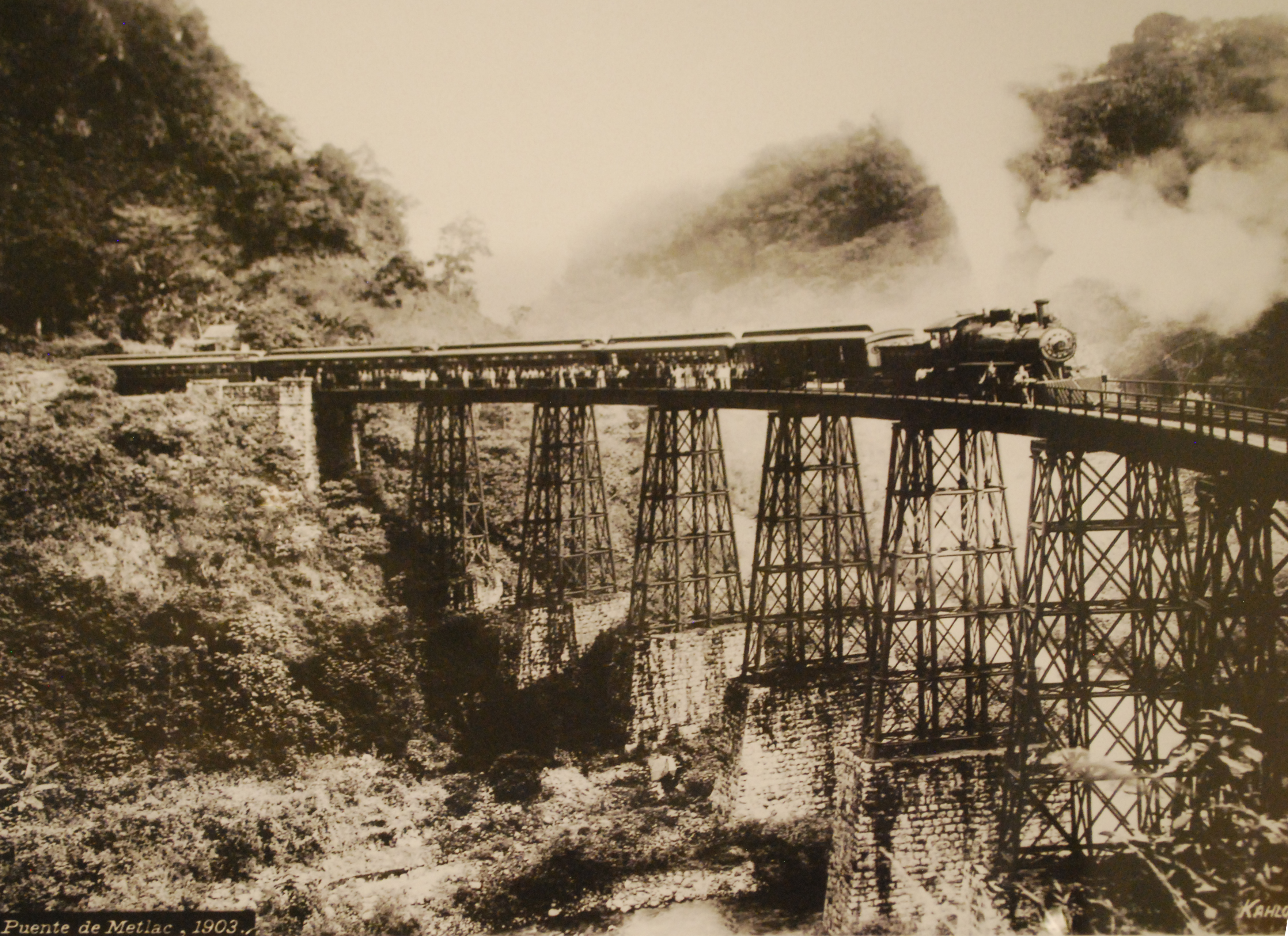
Imatge del pont de Metlac, per Guillermo Kahlo

La fotografia va arribar a Mèxic en forma de daguerreotip, uns sis mesos després del seu descobriment, i es va estendre molt ràpid, aquesta tècnica va ser utilitzada inicialment per als retrats dels rics -a causa del seu alt cost-, i per fotografiar paisatges i ruïnes prehispánica. Un altre tipus de fotografies relativament comunes en els primers retrats fotogràfics van ser els de nens que havien mort recentment i es deien "angelitos", aquesta tècnica es va perllongar fins a la primera meitat del segle xx. Aquest costum es deriva d'una tradició catòlica de celebrar la immediata acceptació d'un nen que acabava de morir i d'arribar al cel, sense passar pel purgatori. Aquest tipus de fotografies va substituir la pràctica de fer dibuixos i altres representacions d'ells, a això se li considerava una "ocasió feliç”. Els retrats formals eren la forma més comuna de la fotografia comercial fins a finals del segle xix.
La fotografia moderna a Mèxic no va començar com una forma d'art, sinó més aviat com a part de la documentació associada amb els diaris i els projectes del govern. Es remunta al govern de Porfirio Díaz o el "Porfiriato" de finals del segle xix fins a 1910. La fotografia a l'era porfiriana s'inclina fortament cap a la presentació de la modernització de la nació per a la resta del món, amb la Ciutat de Mèxic com la seva obra mestra cultural. Aquesta imatge va ser basada en elements europeus amb un altre elements autòctons de distinció. Les imatges utilitzades dels indígenes durant el porfiriato van ser realitzades per Ybañez i Sora amb un estil de pintura conegut com el costumisme que va ser molt popular fora de Mèxic. No obstant això el més important fotògraf de l'època porfiriana va ser Guillermo Kahlo que va treballar associat amb Hugo Brehme. Kahlo va crear el seu propi estudi en la primera dècada de 1900 i va ser contractat per les empreses i el govern per documentar l'arquitectura, interiors, paisatges i fàbriques. L'estil de Kahlo es va reflectir en les narracions de l'època, únicament es va centrar en les principals construccions i esdeveniments, evitant la població comuna, va evitar temes que insinuaven la inestabilitat política del país en aquest moment com les vagues. Un important projecte de Kahlo va ser l'inventari fotogràfic de l'arquitectura de l'església de la colònia espanyola a Mèxic (1919), que consistien en vint-i-cinc àlbums patrocinats pel govern federal per documentar l'arquitectura colonial. La fotografia de Kahlo va ser utilitzada per enllaçar el passat de Mèxic amb el seu progrés polític i social previst en els símbols i ideals, a més de vincular les aspiracions del govern amb el seu passat colonial i prehispánic.

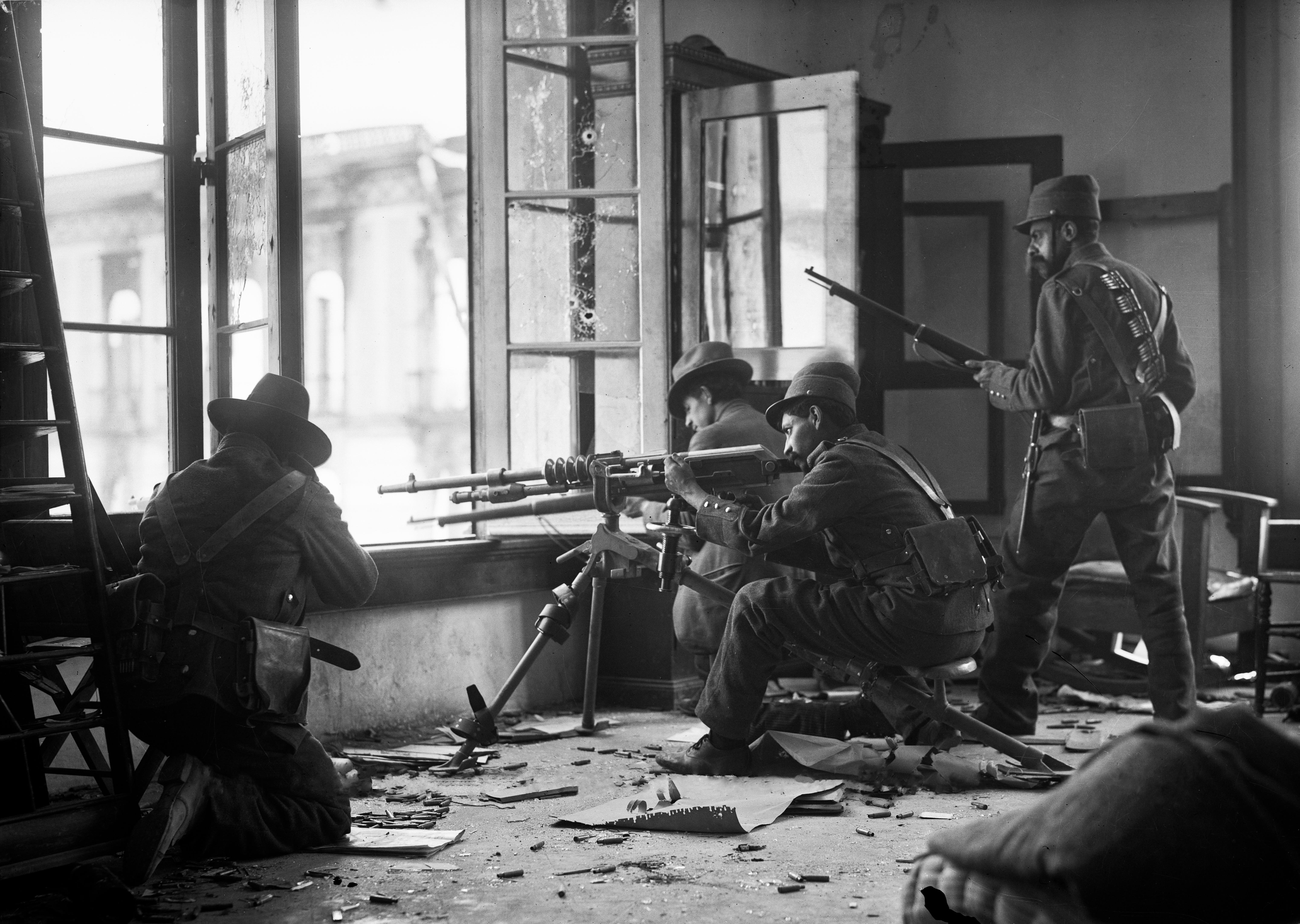
Escena de la Desena Tràgica dels arxius Casasola

Un pioner anterior de la fotografia mexicana va ser Agustín Víctor Casasola. Igual que Kahlo, va començar la seva carrera en el porfiriato, però ell es va centrar en la fotografia per a revistes, de nou igual que Kahlo, les obres de Casasola abans de la revolució mexicana no es va centrar en fotografies controversials, centrant-se així en la vida de l'elit. No obstant això, l'esclat de la guerra civil va causar que Casasola volgués canviar de temes per a les seves obres, va començar no solament a centrar-se en personatges protagonistes, com Pancho Vila, i escenes de batalles en general, però amb les execucions i les morts, Casasola es va centrar en les persones amb rostres que representessin mostres de dolor, la bondat i la resignació. El seu treball durant aquest temps va produir una gran col·lecció de fotografies, moltes de les quals són molt familiars per als mexicans i s'han reproduït i reutilitzat, sovint sense crèdit per Casasola. Després de la guerra, Casasola va continuar fotografiant persones comunes, especialment als emigrants a la Ciutat de Mèxic durant els anys 1920 i 1930. El seu total d'arxius coneguts comprenen al voltant de mig milió d'imatges amb molts dels seus treballs arxivats al monestir de Sant Francisco en Pachuca de Soto.
Kahlo i Casasola, són considerats com els dos fotògrafs més importants per al desenvolupament de la fotografia a Mèxic, amb Kahlo en la l'arquitectònica i Casasola amb el fotoperiodisme, Cap dels dos es considerava a si mateix com un artista, especialment Casasola, ja que ell es considerava més un historiador en la tradició del positivisme, però la fotografia de tots dos mostren l'atenció dels detalls, la il·luminació i la col·locació de temes per a l'efecte emocional o dramàtic.
Per a la resta del segle XX la majoria de la fotografia es va començar a usar per a documentals, no obstant això les tendències artístiques de Mèxic i de l'estranger van tenir un efecte. En la dècada de 1920, l'estil de fotografia predominant era el pictorialisme, amb aquest estil les imatges tenien una qualitat romàntica o de somni gràcies a la utilització de filtres i altres tècniques. L'americà Edward Weston va trencar amb aquest estil, deixant de costat aquests efectes perquè les imatges fossin més realistes i detallades. Això va provocar una divisió al món de la fotografia entre pictoralismo i realisme, tant dins com fora de Mèxic. Weston i la seva ajudant italiana Tina Modotti van estar a Mèxic de 1923 a 1926, aliant-se amb els fotògrafs mexicans realistes com Manuel Álvarez Bravo, i muralistes com Gabriel Fernández Ledesma. Aquests fotògrafs coincidien amb el moviment muralista i el nou govern post-revolucionari. La fotografia i altres arts van desplaçar a les representacions de l'herència indígena del país i la glorificació de la gent comuna a Mèxic. Això es va deure principalment a rebutjar els valors elitistes i molt europeus del Porfiriato, juntament amb un augment de la influència cultural dels Estats Units en favor d'una autèntica i diferent identitat mexicana. Una altra va ser la decisió del govern d'utilitzar aquestes imatges, en lloc dels records encara frescos de les batalles i les atrocitats de la Revolució per promocionar-se.

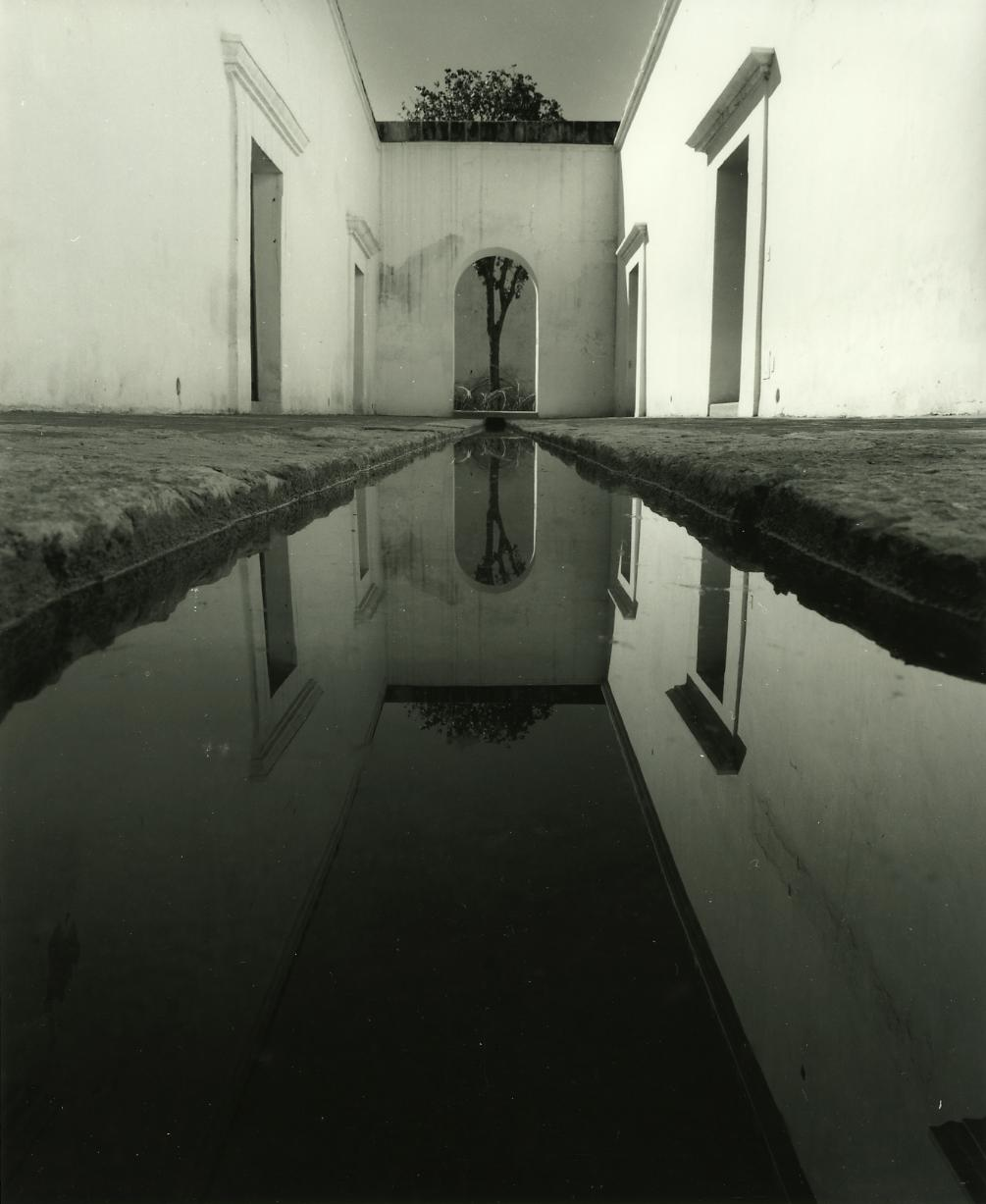
Centre fotogràfic Álvarez Bravo en l'Institut d'Arts Gràfiques d'Oaxaca.

Manuel Álvarez Bravo va experimentar amb l'abstracció a la seva fotografia i va formar el seu propi estil en qüestió dels ritus i tradicions mexicanes. El treball des de 1920 fins a la seva mort el 1990, igual que altres artistes del segle XX que estaven preocupats amb l'equilibri de les tendències artístiques internacionals amb l'expressió de la gent i la cultura mexicana. Les seves tècniques fotogràfiques estaven interessades a transformar l'ordinari en fantàstic. Des de finals de la dècada de 1930 a la de 1970, la seva fotografia va desenvolupar juntament amb noves tecnologies com el color, utilitzant els mateix temes. En la dècada de 1970 va experimentar amb nus femenins.
Aquests fotògrafs post-revolucionaris van influir en les generacions després d'ells, però l'èmfasi es va mantenir en el periodisme documental dels diaris. Per aquesta raó, l'enfocament estava en les qüestions socials, això va incloure les obres de Nacho López i Héctor García Cobo, més conegut per les seves fotografies del Moviment de 1968 a Mèxic.
Durant la decade de 1970, va haver-hi una fusió de diversos estils retenint un enfocament social. Durant el mateix període es van crear institucions que es dedicaven a la promoció i conservació de les fotografies, com el Centre de la Imatge, la Fototeca Nacional de l'Institut Nacional d'Antropologia i Història i la publicació Luna Córnea.
La fotografia a Mèxic des de finals del segle xx, en la seva majoria roman centrada en el fotoperiodisme i altres tipus de documentals. Francisco Mata Roses és considerat com el fotògraf més destacat en el Mèxic contemporani, sobretot per treballar amb els documentals. Ha publicat diversos llibres, entre ells"México Tenochtitlan" y "Tepito, Bravo el Barrio". Eniac Martínez es va especialitzar en panorames, Patricia Aridjis va treballar amb temes socials; en la seva majoria il·lustrant llibres. El treball de Gerardo Moriel Klint ha estat descrit com un «ensombrecimiento i oscuro mundo», centrat en l'angoixa i la violència dels adolescents. La més recent generació de fotògrafs treballen amb noves tecnologies digitals, un d'ells és Javier Orozco, el qual es va especialitzar en interiors.
No obstant això, la fotografia purament artística ha tingut un impacte. El 2002, una exposició de fotografies de Daniela Rossell va presentar imatges dels multimilionaris mexicans, on presentaven les seves cases ostentoses, plenes de pintures costoses, trofeus de caça, aranyes de cristall, paper tapís d'or i ajuda domèstica. Les fotografies van deslligar una ona de crítica social, així com les xafarderies socials.

## Elements quotidians en l'art mexicà
La identitat nacional que representen alguns elements quotidians com a aliments, platerets representatius, animals i artesanies, s'ha plasmat una infinitat de vegades en tot l'art mexicà.

### Pulque
Un producte representatiu d'origen prehispánico és la beguda alcohòlica fermentada nomenada pulque, la qual s'elabora a partir de la fermentació del mucílag -popularment conegut a Mèxic com a aiguamel-, de l'atzavara o maguey. Podem trobar referències a aquest producte en peces des del segle xvii, en pintures, dibuixos, fotografies i pel·lícules d'autors com: Wise Chapman Conrad, Fra Diego González, Casimiro Castro, Armando Dreschsler o José Agustín Arrieta.

## Referéncies
1. 1 2 3 4 5 6  Flam, Jack «Mexican Art Over Three Millennia» (en anglès). Wall Street Journal [Nova York], 09-10-1990.
2. ↑  Paz, 1987 p.301.
3. 1 2  Rosas Volume 1, p.4.
4. 1 2 3 4 5  Rosas Volume 1, p.11.
5. 1 2  Paz, 1987 p.38.
6. 1 2  Rosas Volume 1, p.9.
7. 1 2  Rosas Volume 1, p.12
8. 1 2  Paz, 1987 p.41.
9. 1 2  Rosas Volume 2, p.5-6
10. ↑  Rosas Volume 2, p.2.
11. ↑  Rosas Volume 2, p.6.
12. ↑  Rosas Volume 2, p.6-7.
13. 1 2  Rosas Volume 3, p.2
14. 1 2 3  Rosas Volume 3, p.4
15. ↑  Rosas Volume 3, p.5
16. 1 2 3  Rosas Volume 3, p.7
17. ↑  Rosas Volume 3, p.12
18. ↑  Rosas Volume 1, p.15
19. ↑  Rosas Volume 1, p.18
20. ↑  Rosas Volume 1, p.20-23
21. ↑  Rosas Volume 2, p.5
22. ↑  Rosas Volume 2, p.4
23. 1 2  Boone 2000, p. 28
24. ↑  Rosas Volume 4, p.34.
25. ↑  Ekland, Charlote. «Mexican Colonial Architecture».   Mexican Architecture. Arxivat de l'original el 2012-05-26. [Consulta: 15 maig 2016].
26. ↑  Rosas Volume 4, p. 10
27. ↑  Rosas Volume 4, p.17.
28. 1 2  Rosas Volume 4, p.3
29. 1 2 3 4 5 6 7 8  Cummings, Joe. «Diego, Frida And The Mexican School».   Mexconnect newsletter, 01-01-1999. [Consulta: 15 maig 2016].
30. 1 2 3 4 5 6 7  «Colonial Art» (en anglès).   Britannica. [Consulta: 15 maig 2016].
31. ↑  Rosas Volume 5, pp. 2-3
32. 1 2  Rosas Volume 4, p.14
33. ↑  Rosas Volume 5, p.6
34. ↑  Rosas Volume 5, p. 7
35. ↑  Rosas Volume 5, p. 11
36. 1 2  Rosas Volume 5, pp. 12-1.
37. ↑  Rosas Volume 5, pp. 8-9
38. ↑  Rosas Volume 5, p.10
39. ↑  «Mestizo Baroque».   Britannica. [Consulta: 15 maig 2016].
40. 1 2  «Ultra baroque» (en anglès).   Latin American Art. Britannica. [Consulta: 16 maig 2016].
41. ↑  Rosas Volume 5, p.5
42. 1 2 3 4 5 6 7  Warren, David B. «The Magazine Antiques» (en anglès). Art Journal. Volum 161 num.4, 4-2002, pàg. 120–129.
43. ↑  Restall, Matthew «Casta Painting: Images of Race in Eighteenth-Century Mexico» (en anglès). The Americas. Volum 62 n.1, 7-2005, pàg. 122–123.
44. 1 2 3  «State sponsored art» (en anglès).   Latin American Art.Britannica. [Consulta: 15 maig 2016].
45. ↑  Rosas, 1982, p.13
46. 1 2 3 4  Galindo, Carmen; Galindo, Magdelena. Mexico City Historic Center (en castellà).  Mexico City: Ediciones Nueva Guia, 2002, p. 70–72. ISBN 968-5437-29-7.
47. ↑  Manrique, Jorge Alberto. Una visión del arte y de la historia (en castella).  Universidad Nacional Autónoma de México, 2011, p. 381. ISBN 9789683681164.
48. 1 2 3  «Academia de San Carlos» (en castellà). Arxivat de l'original el 2009-04-09. [Consulta: 15 maig 2016].
49. 1 2  «Neoclassicism» (en anglès).   Latin American Art.Britannica. [Consulta: 15 maig 2016].
50. ↑  Paz, 1987 p.2.
51. ↑  «Foreign Travelers» (en anglès).   Latin American Art. Britannica. [Consulta: 15 maig 2016].
52. ↑  «Costumbristas» (en anglès).   Latin American Art. Britannica. [Consulta: 15 maig 2016].
53. ↑  «Realism» (en anglès). [Consulta: 15 maig 2016].
54. 1 2  Burton, Tony. «Dr. Atl and the revolution in Mexico's art» (en anglès).   Mexconnect newsletter, 14-03-2008. [Consulta: 15 maig 2016].
55. 1 2  Paz, 1987 p.24.
56. 1 2  Paz, 1987 p.298-299
57. ↑  Paz, 1987 p.11
58. ↑  Paz, 1987 p.12
59. ↑  Paz, 1987 p.12-13
60. ↑  Lee, Anthony «Mexican murals and their meaning» (en anglès). Art Journal. volum 58 n.1, 1999, pàg. 114–115.
61. ↑  Paz, 1987 p.16
62. 1 2 3 4  Goddard, Dan R. «Mexican art featured at Blue Star and the Instituto de Mexico». Conexion [San Antonio, Texas], 20-05-2004, pàg. 20.
63. ↑  Paz, 1987 p.24-25
64. ↑  Suarez De Jesus, Carlos «Mexican Master». Miami New Times [Miami], 05-07-2007. Arxivat de l'original el 2007-11-01 [Consulta: 15 maig 2016]. Arxivat 2007-11-01 a Wayback Machine.
65. 1 2 3  Fajardo, Renee «Miradas Del Arte Mexicano; A modern perspective on contemporary Mexican art». La Voz Bilinguë [Denver, Colorado], 10-09-2003, pàg. 25.
66. 1 2  «Trends 1950-1970» (en anglès).   Latin American Art. Britannica. [Consulta: 15 maig 2016].
67. ↑  Medina, Cuauhtemoc «Opinion invitada/ Gunther Gerzso/Gunther Gerzso: una violencia metaforica» (en castellà). Mural [Guadalajara, Mexico], 03-04-2000.
68. ↑  Sanchez, Leticia «Manuel Felguerez: La huella de su arte» (en castellà). Reforma [Mexico City], 11-07-1997, pàg. 1.
69. ↑  «Mathias Goeritz, German-Mexican (1915 - 1990)».  Mexico City:  RO Gallery. [Consulta: 15 maig 2016].
70. ↑  «¿Neomexicanismos? Ficciones identitarias en el México de los ochenta» (en castellà).  Mexico City:  Museo de Arte Moderno. Arxivat de l'original el 2014-03-24. [Consulta: 14 maig 2016].
71. ↑  Johnson, Ken «ART IN REVIEW; Betsabee Romero» (en anglès). New York Times [Nova York], 28-07-2000 [Consulta: 14 maig 2016].
72. ↑  Paz, 1987 p.25
73. ↑  «Sir David Alan Chipperfield CH Receives the 2023 Pritzker Architecture Prize».  anglès:  The Pritzker Architecture Prize, 07-03-2023. [Consulta: 27 abril 2024].
74. ↑  Gallo, 2004 p.11
75. ↑  Gallo, 2004 p.10
76. ↑  Gallo, 2004 p.13
77. ↑  Gallo, 2004 p.19-20
78. 1 2 3  «Mexican Popular Arts» (en castellà). Arxivat de l'original el 2010-03-12. [Consulta: 14 maig 2016].
79. 1 2 3  Pomar, Maria Teresa. «Centenaria presencia de las artesanías» (en castellà).  Mexico City:  Mexico Desconocido, 1999. [Consulta: 14 maig 2016].[Enllaç no actiu]
80. ↑  Iturbe, Mercedes. Folk Art Aesthetics and Poetry in Belleza y Poesía en el arte popular mexicano (en castellà), 1996, p. 223–234. ISBN 968-7377-14-3.
81. ↑  Aprahamian, Peter. Mexican Style:Creative ideas for enhancing your space (en anglès).  Nova York: Universe Publishing, 2000, p. 11–12. ISBN 978-0-7893-0402-5.
82. ↑  Aprahamian, Peter. Mexican Style:Creative ideas for enhancing your space (en anglès).  Nova York: Universe Publishing, 2000, p. 31. ISBN 978-0-7893-0402-5.
83. ↑  Aprahamian, Peter. Mexican Style:Creative ideas for enhancing your space (en anglès).  Nova York: Universe Publishing, 2000, p. 36. ISBN 978-0-7893-0402-5.
84. ↑  del Paso, Fernando. Form and Color in the Manual Arts of Mexico in Belleza y Poesía en el arte popular mexicano (en castellà).  Querétaro,QRO: CVS Publicaciones, 1996, p. 245–256. ISBN 968-7377-14-3.
85. ↑  «Trends 1970-present» (en anglès).   Latin American Art. Britannica. [Consulta: 16 maig 2016].
86. 1 2 3 4 5 6 7 8 9  Truax, Eileen «El Cine Mexicano Vuelve a Brillar» (en castellà). La Opinion [Los Angeles], 29-01-2007, pàg. 1A, 16A.
87. 1 2 3  Strayer, 2009 p.7-12.
88. 1 2 3  MacDonald, Christine «Cinema renaissance: Mexican films captivate world audiences» (en anglès). Business Mexico. Volum 4, n.1, 1994.
89. 1 2 3 4 5 6 7 8 9  Cox, Alex «Roads to the south: In praise of Mexican cinema» (en anglès). Film Comment. Volum 31, n.6, 11-1995, pàg. 26.
90. 1 2 3 4 5 6 7  Monroy Nasr, Rebeca. «Historia de la Fotografía en México» (en castellà).  Mexico City:  Mexico Desconocido. [Consulta: 16 maig 2016].
91. ↑  Daniela, Marino «Prayer for a sleeping child: Iconography of the funeral ritual of little angels in Mexico» (en abnglès). The Journal of American Culture. Vol.20 n. 2, 1997, pàg. 37–49.
92. 1 2 3 4 5  Pomade, Rita. «The legacy of Agustin Victor Casasola (Photographer 1874 - 1938)» (en anglès).   Mexconnect, 01-06-2004. [Consulta: 16 maig 2016].
93. ↑  Cuevas-Wolf, 1997 p.7
94. ↑  Cuevas-Wolf, 1997 p.24
95. ↑  Cuevas-Wolf, 1997 p.35
96. ↑  Cuevas-Wolf, 1997 p.37
97. ↑  Cuevas-Wolf, 1997 p.26
98. ↑  Cuevas-Wolf, 1997 p.25
99. ↑  Cuevas-Wolf, 1997 p.34
100. 1 2 3  Cuevas-Wolf, 1997 p.9
101. ↑  Cuevas-Wolf, 1997 p.18-25
102. ↑   «Edward Weston: Pictorialist Pioneer». USA Today, 27-09-2003, pàg. 62–65.
103. ↑  Cuevas-Wolf, 1997 p.17-18
104. ↑  Cuevas-Wolf, 1997 p.9-10
105. ↑  Cuevas-Wolf, 1997 p.27
106. ↑  Alonso, Alejandro «Manuel Alvarez Bravo: Mexico en imagenes» (en castellà). Reforma [Mexico City], 13-06-1997, pàg. 14.
107. 1 2  Aguilar Sosa, Yanet «Los 13 grandes de la fotografía mexicana» (en castellà). El Universal, 20-05-2009. Arxivat de l'original el 2012-11-06 [Consulta: 16 maig 2016].
108. ↑  Gallo, 2004 p.47